# Élections municipales de 2014 dans l'Isère
Les élections municipales se sont déroulées les 23 et 30 mars 2014 en Isère.

## Maires sortants et maires élus
La gauche est tout d'abord battue à Bourgoin-Jaillieu, la quatrième ville du département, puis à Chasse-sur-Rhône, La Côte-Saint-André, La Tour-du-Pin, Le Péage-de-Rousillon, Le Pont-de-Beauvoisin, Pontcharra, Roussillon (gérée par les communistes depuis 1959), Saint-Jean-de-Bournay, Vizille, Voiron et Voreppe. Des succès à Apprieu, Les Avenières, La Tronche, Saint-Egrève, Saint-Jean-de-Moirans et Varces-Allières-et-Risset ainsi que l'élection d'Eric Piolle, candidat EELV à la mairie de Grenoble, permettent de compenser quelque peu ce bilan défavorable. La droite devient majoritaire dans le département avec d'autres succès comme à Saint-Chef, Saint-Clair-de-la-Tour, Saint-Georges-d'Espéranche et Saint-Romain-de-Jalionas. Elle se fait cependant surprendre à Saint-Clair-du-Rhône, Saint-Ismier et Saint-Martin-d'Uriage. L'UDI progresse avec notamment des succès Montalieu-Vercieu, Vaulnaveys-le-Haut et Villard-de-Lans.
| Commune                       | Population | Maire sortant                 | Parti | Parti | Maire élu                     | Parti | Parti |
| ----------------------------- | ---------- | ----------------------------- | ----- | ----- | ----------------------------- | ----- | ----- |
| Allevard                      | 3 753      | Philippe Langénieux-Villard   |       | UMP   | Philippe Langénieux-Villard   |       | UMP   |
| Apprieu                       | 3 121      | Georges Ferreri               |       | SE    | Dominique Pallier             |       | PS    |
| Beaurepaire                   | 4 648      | Philippe Mignot               |       | PS    | Philippe Mignot               |       | PS    |
| Bourgoin-Jallieu              | 26 390     | Alain Cottalorda              |       | PS    | Vincent Chriqui               |       | UMP   |
| Champ-sur-Drac                | 3 113      | Jacques Nivon                 |       | DVG   | Jacques Nivon                 |       | DVG   |
| Charvieu-Chavagneux           | 7 950      | Gérard Dezempte               |       | UMP   | Gérard Dezempte               |       | UMP   |
| Chasse-sur-Rhône              | 5 391      | Jean-Pierre Rioult            |       | PS    | Claude Bosio                  |       | SE    |
| Chavanoz                      | 4 306      | Roger Davrieux                |       | DVD   | Roger Davrieux                |       | DVD   |
| Claix                         | 7 565      | Michel Octru                  |       | UMP   | Michel Octru                  |       | UMP   |
| Corenc                        | 3 898      | Jean-Damien Mermillod-Blondin |       | DVD   | Jean-Damien Mermillod-Blondin |       | UDI   |
| Coublevie                     | 4 332      | Dominique Parrel              |       | DVG   | Dominique Parrel              |       | DVG   |
| Crémieu                       | 3 357      | Alain Moyne-Bressand          |       | UMP   | Alain Moyne-Bressand          |       | UMP   |
| Crolles                       | 8 344      | François Brottes              |       | PS    | Philippe Lorimier             |       | PS    |
| Domène                        | 6 607      | Michel Savin                  |       | UMP   | Michel Savin                  |       | UMP   |
| Échirolles                    | 35 995     | Renzo Sulli                   |       | PCF   | Renzo Sulli                   |       | PCF   |
| Estrablin                     | 3 255      | Roger Porcheron               |       | DVG   | Sylvain Laignel               |       | PS    |
| Eybens                        | 9 728      | Marc Baïetto                  |       | PS    | Francie Megevand              |       | DVG   |
| Fontaine                      | 22 175     | Yannick Boulard               |       | PCF   | Jean-Paul Trovero             |       | PCF   |
| Froges                        | 3 423      | Claude Malia                  |       | SE    | Claude Malia                  |       | SE    |
| Gières                        | 6 201      | Pierre Verri                  |       | PS    | Pierre Verri                  |       | PS    |
| Grenoble                      | 157 424    | Michel Destot                 |       | PS    | Éric Piolle                   |       | EELV  |
| Heyrieux                      | 4 708      | Daniel Angonin                |       | DVD   | Daniel Angonin                |       | DVD   |
| Jarrie                        | 3 845      | Raphaël Guerrero              |       | SE    | Raphaël Guerrero              |       | SE    |
| L'Isle-d'Abeau                | 15 734     | André Colomb-Bouvard          |       | PS    | Joël Grisollet                |       | DVG   |
| La Côte-Saint-André           | 4 886      | Jacky Laverdure               |       | DVG   | Joël Gullon                   |       | DVD   |
| La Mure                       | 5 059      | Fabrice Marchiol              |       | UMP   | Fabrice Marchiol              |       | UMP   |
| La Tour-du-Pin                | 7 931      | Alain Richit                  |       | PS    | Fabien Rajon                  |       | DVD   |
| La Tronche                    | 6 429      | Hervé-Jean Bertrand-Pougnand  |       | UMP   | Bertrand Spindler             |       | PS    |
| La Verpillière                | 6 469      | Patrick Margier               |       | UDI   | Patrick Margier               |       | UDI   |
| Le Bourg-d'Oisans             | 3 278      | André Salvetti                |       | SE    | André Salvetti                |       | SE    |
| Le Péage-de-Roussillon        | 6 776      | Christine Masson              |       | PS    | Stéphane Spitters             |       | DVD   |
| Le Pont-de-Beauvoisin         | 3 476      | François Martinon             |       | PS    | Michel Serrano                |       | DVD   |
| Le Pont-de-Claix              | 11 152     | Christophe Ferrari            |       | PS    | Christophe Ferrari            |       | PS    |
| Le Versoud                    | 4 675      | Daniel Charbonnel             |       | PS    | Patrick Janolin               |       | PS    |
| Les Abrets                    | 3 531      | Jean-Pierre Chabert           |       | UMP   | François Boucly               |       | MoDem |
| Les Avenières                 | 5 437      | Gilbert Mergoud               |       | DVD   | Daniel Michoud                |       | DVG   |
| Meylan                        | 17 772     | Marie-Christine Tardy         |       | UMP   | Marie-Christine Tardy         |       | UMP   |
| Moirans                       | 7 743      | Gérard Simonet                |       | UMP   | Gérard Simonet                |       | UMP   |
| Montalieu-Vercieu             | 3 185      | Christian Giroud              |       | SE    | Christian Giroud              |       | UDI   |
| Montbonnot-Saint-Martin       | 4 681      | Pierre Béguery                |       | DVD   | Pierre Béguery                |       | DVD   |
| Morestel                      | 4 256      | Christian Rival               |       | UMP   | Christian Rival               |       | UMP   |
| Pont-de-Chéruy                | 5 104      | Alain Tuduri                  |       | DVD   | Alain Tuduri                  |       | DVD   |
| Pont-Évêque                   | 5 064      | Martine Faïta                 |       | DVD   | Martine Faïta                 |       | DVD   |
| Pontcharra                    | 7 104      | Charles Bich                  |       | PS    | Christophe Borg               |       | DVD   |
| Renage                        | 3 682      | Amélie Girerd                 |       | PS    | Amélie Girerd                 |       | PS    |
| Rives                         | 6 046      | Alain Dezempte                |       | PS    | Alain Dezempte                |       | PS    |
| Roussillon                    | 7 983      | Marcel Berthouard             |       | PCF   | Robert Duranton               |       | DVD   |
| Ruy-Montceau                  | 4 253      | Guy Rabuel                    |       | UMP   | Guy Rabuel                    |       | UMP   |
| Saint-Chef                    | 3 518      | Noël Rolland                  |       | SE    | Noël Rolland                  |       | UMP   |
| Saint-Clair-de-la-Tour        | 3 393      | André Guillaud                |       | SE    | Jean-Francois Deldicque       |       | DVD   |
| Saint-Clair-du-Rhône          | 3 915      | Jean Nemoz                    |       | DVD   | Olivier Merlin                |       | SE    |
| Saint-Égrève                  | 16 047     | Catherine Kamowski            |       | MoDem | Catherine Kamowski            |       | DVG   |
| Saint-Étienne-de-Saint-Geoirs | 3 034      | Yannick Neuder                |       | UMP   | Yannick Neuder                |       | UMP   |
| Saint-Georges-d'Espéranche    | 3 214      | Camille Lassalle              |       | SE    | Camille Lassalle              |       | DVD   |
| Saint-Ismier                  | 6 476      | Lucile Ferradou               |       | DVD   | Henri Baile                   |       | SE    |
| Saint-Jean-de-Bournay         | 4 421      | Jean-Pascal Vivian            |       | PS    | Daniel Cheminel               |       | DVD   |
| Saint-Jean-de-Moirans         | 3 152      | Bernard Gassaud               |       | DVD   | Laurence Bethune              |       | DVG   |
| Saint-Laurent-du-Pont         | 4 512      | Jean-Louis Monin              |       | DVG   | Jean-Louis Monin              |       | DVG   |
| Saint-Marcellin               | 8 063      | Jean-Michel Revol             |       | DVG   | Jean-Michel Revol             |       | DVG   |
| Saint-Martin-d'Hères          | 37 126     | René Proby                    |       | PCF   | David Queiros                 |       | PCF   |
| Saint-Martin-d'Uriage         | 5 460      | Bruno Murienne                |       | DVD   | Gérald Giraud                 |       | SE    |
| Saint-Martin-le-Vinoux        | 5 408      | Yannik Ollivier               |       | PS    | Yannik Ollivier               |       | PS    |
| Saint-Maurice-l'Exil          | 5 920      | Francis Charvet               |       | PS    | Philippe Genty                |       | PS    |
| Saint-Quentin-Fallavier       | 5 869      | Michel Bacconnier             |       | DVG   | Michel Bacconnier             |       | DVG   |
| Saint-Romain-de-Jalionas      | 3 152      | Georges Blériot               |       | SE    | Thierry Bekhit                |       | DVD   |
| Saint-Savin                   | 3 638      | Évelyne Michaud               |       | UMP   | Évelyne Michaud               |       | UMP   |
| Salaise-sur-Sanne             | 4 206      | Jackie Crouail                |       | PCF   | Jackie Crouail                |       | PCF   |
| Sassenage                     | 11 190     | Christian Coigné              |       | UDI   | Christian Coigné              |       | UDI   |
| Seyssinet-Pariset             | 12 227     | Marcel Repellin               |       | DVD   | Marcel Repellin               |       | DVD   |
| Seyssins                      | 6 887      | Fabrice Hugelé                |       | PS    | Fabrice Hugelé                |       | PS    |
| Tignieu-Jameyzieu             | 6 282      | André Paviet-Salomon          |       | PS    | André Paviet-Salomon          |       | PS    |
| Tullins                       | 7 673      | Maurice Marron                |       | PS    | Jean-Yves Dherbeys            |       | PS    |
| Varces-Allières-et-Risset     | 6 403      | Jean-Jacques Bellet           |       | UMP   | Jean-Luc Corbet               |       | DVG   |
| Vaulnaveys-le-Haut            | 3 597      | Jérôme Richard                |       | SE    | Jean-Yves Porta               |       | UDI   |
| Vienne                        | 28 800     | Jacques Remiller              |       | UMP   | Thierry Kovacs                |       | UMP   |
| Vif                           | 8 014      | Jean Mourey                   |       | DVD   | Guy Genet                     |       | DVD   |
| Villard-Bonnot                | 7 319      | Daniel Chavand                |       | DVD   | Daniel Chavand                |       | DVD   |
| Villard-de-Lans               | 4 038      | Chantal Carlioz               |       | DVD   | Chantal Carlioz               |       | UDI   |
| Villefontaine                 | 18 082     | Raymond Feyssaguet            |       | DVD   | Raymond Feyssaguet            |       | DVD   |
| Villette-d'Anthon             | 4 404      | Daniel Beretta                |       | UMP   | Daniel Beretta                |       | UMP   |
| Vinay                         | 4 050      | Laura Bonnefoy                |       | DVD   | Laura Bonnefoy                |       | DVD   |
| Vizille                       | 7 725      | Lionel Coiffard               |       | EELV  | Jean-Claude Bizec             |       | MoDem |
| Voiron                        | 19 579     | Roland Revil                  |       | PS    | Julien Polat                  |       | UMP   |
| Voreppe                       | 9 742      | Jean Duchamp                  |       | PS    | Luc Remond                    |       | UMP   |

## Résultats en nombre de maires
| Étiquette    | Étiquette                            | Maires sortants | Maires élus | Évolution     |
| ------------ | ------------------------------------ | --------------- | ----------- | ------------- |
|              | Union pour un mouvement populaire    | 17              | 18          | 1             |
|              | Divers droite                        | 17              | 20          | 3             |
|              | Union des démocrates et indépendants | 2               | 6           | 4             |
| Total droite | Total droite                         | 36              | 44          | 8             |
|              | Parti communiste français            | 5               | 4           | 1             |
|              | Divers gauche                        | 7               | 11          | 4             |
|              | Parti socialiste                     | 24              | 15          | 9             |
|              | Europe Écologie Les Verts            | 1               | 1           | en stagnation |
| Total gauche | Total gauche                         | 37              | 31          | 6             |
|              | Modem                                | 1               | 2           | 1             |
|              | Sans étiquette                       | 10              | 7           | 3             |
| Total        | Total                                | 84              | 84          | -             |

## Résultats dans les communes de plus de3 000 habitants

### Allevard
- Maire sortant : Philippe Langénieux-Villard (UMP)
- 27 sièges à pourvoir au conseil municipal (population légale 2011 : 3 753 habitants)
- 2 sièges à pourvoir au conseil communautaire (CC Le Grésivaudan)

|                          | Philippe Langenieux-Villard * | UMP            | 1 134 | 56,30  | 21 | 2 |  |  |
|                          | Valérie Bibollet              | DVG            | 880   | 43,69  | 6  |   |  |  |
|                          |                               |                |       |        |    |   |  |  |
| Inscrits                 | Inscrits                      | Inscrits       | 2 966 | 100,00 |    |   |  |  |
| Abstentions              | Abstentions                   | Abstentions    | 869   | 29,30  |    |   |  |  |
| Votants                  | Votants                       | Votants        | 2 097 | 70,70  |    |   |  |  |
| Blancs et nuls           | Blancs et nuls                | Blancs et nuls | 83    | 3,96   |    |   |  |  |
| Exprimés                 | Exprimés                      | Exprimés       | 2 014 | 96,04  |    |   |  |  |
| * Liste du maire sortant |                               |                |       |        |    |   |  |  |

### Apprieu
- Maire sortant : Georges Ferreri (SE)
- 23 sièges à pourvoir au conseil municipal (population légale 2011 : 3 121 habitants)
- 6 sièges à pourvoir au conseil communautaire (CC de Bièvre Est)

|                | Dominique Pallier | PS-PCF-EELV    | 932   | 100,00 | 23 | 6 |  |  |
|                |                   |                |       |        |    |   |  |  |
| Inscrits       | Inscrits          | Inscrits       | 2 398 | 100,00 |    |   |  |  |
| Abstentions    | Abstentions       | Abstentions    | 1 219 | 50,83  |    |   |  |  |
| Votants        | Votants           | Votants        | 1 179 | 49,17  |    |   |  |  |
| Blancs et nuls | Blancs et nuls    | Blancs et nuls | 247   | 20,95  |    |   |  |  |
| Exprimés       | Exprimés          | Exprimés       | 932   | 79,05  |    |   |  |  |

### Beaurepaire
- Maire sortant : Philippe Mignot (PS)
- 27 sièges à pourvoir au conseil municipal (population légale 2011 : 4 648 habitants)
- 12 sièges à pourvoir au conseil communautaire (CC Entre Bièvre et Rhône)

|                          | Philippe Mignot *  | PS-PCF-EELV    | 1 175 | 67,91  | 23 | 10 |  |  |
|                          | Jean-Claude Schmit | DVD            | 555   | 32,08  | 4  | 2  |  |  |
|                          |                    |                |       |        |    |    |  |  |
| Inscrits                 | Inscrits           | Inscrits       | 2 953 | 100,00 |    |    |  |  |
| Abstentions              | Abstentions        | Abstentions    | 1 122 | 38,00  |    |    |  |  |
| Votants                  | Votants            | Votants        | 1 831 | 62,00  |    |    |  |  |
| Blancs et nuls           | Blancs et nuls     | Blancs et nuls | 101   | 5,52   |    |    |  |  |
| Exprimés                 | Exprimés           | Exprimés       | 1 730 | 94,48  |    |    |  |  |
| * Liste du maire sortant |                    |                |       |        |    |    |  |  |

### Bourgoin-Jallieu
- Maire sortant : Alain Cottalorda (PS)
- 35 sièges à pourvoir au conseil municipal (population légale 2011 : 26 390 habitants)
- 15 sièges à pourvoir au conseil communautaire (CA Porte de l'Isère)

| Tête de liste  | Tête de liste   | Liste          | Premier tour | Premier tour | Second tour | Second tour | Sièges | Sièges |
| Tête de liste  | Tête de liste   | Liste          | Voix         | %            | Voix        | %           | CM     | CC     |
| -------------- | --------------- | -------------- | ------------ | ------------ | ----------- | ----------- | ------ | ------ |
|                | Vincent Chriqui | UMP            | 3 189        | 37,89        | 4 326       | 47,83       | 27     | 12     |
|                | André Borne     | PS-PCF-EELV    | 2 421        | 28,76        | 2 998       | 33,15       | 6      | 3      |
|                | Armand Bonnamy  | DVG            | 1 447        | 17,19        | 846         | 9,35        | 1      |        |
|                | Robert Arlaud   | FN             | 1 359        | 16,14        | 873         | 9,65        | 1      |        |
|                |                 |                |              |              |             |             |        |        |
| Inscrits       | Inscrits        | Inscrits       | 15 577       | 100,00       | 15 578      | 100,00      |        |        |
| Abstentions    | Abstentions     | Abstentions    | 6 942        | 44,57        | 6 363       | 40,85       |        |        |
| Votants        | Votants         | Votants        | 8 635        | 55,43        | 9 215       | 59,15       |        |        |
| Blancs et nuls | Blancs et nuls  | Blancs et nuls | 219          | 2,54         | 172         | 1,87        |        |        |
| Exprimés       | Exprimés        | Exprimés       | 8 416        | 97,46        | 9 043       | 98,13       |        |        |

### Champ-sur-Drac
- Maire sortant : Jacques Nivon (FG)
- 23 sièges à pourvoir au conseil municipal (population légale 2011 : 3 113 habitants)
- 2 sièges à pourvoir au conseil communautaire (Grenoble-Alpes Métropole)

|                          | Jacques Nivon * | DVG            | 1 073 | 100,00 | 23 | 2 |  |  |
|                          |                 |                |       |        |    |   |  |  |
| Inscrits                 | Inscrits        | Inscrits       | 2 377 | 100,00 |    |   |  |  |
| Abstentions              | Abstentions     | Abstentions    | 1 179 | 49,60  |    |   |  |  |
| Votants                  | Votants         | Votants        | 1 198 | 50,40  |    |   |  |  |
| Blancs et nuls           | Blancs et nuls  | Blancs et nuls | 125   | 10,43  |    |   |  |  |
| Exprimés                 | Exprimés        | Exprimés       | 1 073 | 89,57  |    |   |  |  |
| * Liste du maire sortant |                 |                |       |        |    |   |  |  |

### Charvieu-Chavagneux
- Maire sortant : Gérard Dezempte (UMP)
- 29 sièges à pourvoir au conseil municipal (population légale 2011 : 7 950 habitants)
- 10 sièges à pourvoir au conseil communautaire (CC Lyon Saint-Exupéry en Dauphiné)

|                          | Gérard Dezempte * | DVD            | 1 943 | 100,00 | 29 | 10 |  |  |
|                          |                   |                |       |        |    |    |  |  |
| Inscrits                 | Inscrits          | Inscrits       | 5 820 | 100,00 |    |    |  |  |
| Abstentions              | Abstentions       | Abstentions    | 3 446 | 59,21  |    |    |  |  |
| Votants                  | Votants           | Votants        | 2 374 | 40,79  |    |    |  |  |
| Blancs et nuls           | Blancs et nuls    | Blancs et nuls | 431   | 18,16  |    |    |  |  |
| Exprimés                 | Exprimés          | Exprimés       | 1 943 | 81,84  |    |    |  |  |
| * Liste du maire sortant |                   |                |       |        |    |    |  |  |

### Chasse-sur-Rhône
- Maire sortant : Jean-Pierre Rioult (PS)
- 29 sièges à pourvoir au conseil municipal (population légale 2011 : 5 391 habitants)
- 3 sièges à pourvoir au conseil communautaire (CA Vienne Condrieu Agglomération)

|                          | Claude Bosio         | SE             | 1 082 | 52,80  | 22 | 2 |  |  |
|                          | Jean-Pierre Rioult * | PS             | 683   | 33,33  | 5  | 1 |  |  |
|                          | Danielle Borde Saibi | SE             | 284   | 13,86  | 2  |   |  |  |
|                          |                      |                |       |        |    |   |  |  |
| Inscrits                 | Inscrits             | Inscrits       | 3 375 | 100,00 |    |   |  |  |
| Abstentions              | Abstentions          | Abstentions    | 1 245 | 36,89  |    |   |  |  |
| Votants                  | Votants              | Votants        | 2 130 | 63,11  |    |   |  |  |
| Blancs et nuls           | Blancs et nuls       | Blancs et nuls | 81    | 3,80   |    |   |  |  |
| Exprimés                 | Exprimés             | Exprimés       | 2 049 | 96,20  |    |   |  |  |
| * Liste du maire sortant |                      |                |       |        |    |   |  |  |

### Chavanoz
- Maire sortant : Roger Davrieux (DVD)
- 27 sièges à pourvoir au conseil municipal (population légale 2011 : 4 306 habitants)
- 5 sièges à pourvoir au conseil communautaire (CC Lyon Saint-Exupéry en Dauphiné)

|                          | Roger Davrieux * | DVD            | 1 339 | 78,48  | 24 | 5 |  |  |
|                          | Marc Rossillon   | DVD            | 367   | 21,51  | 3  |   |  |  |
|                          |                  |                |       |        |    |   |  |  |
| Inscrits                 | Inscrits         | Inscrits       | 2 744 | 100,00 |    |   |  |  |
| Abstentions              | Abstentions      | Abstentions    | 984   | 35,86  |    |   |  |  |
| Votants                  | Votants          | Votants        | 1 760 | 64,14  |    |   |  |  |
| Blancs et nuls           | Blancs et nuls   | Blancs et nuls | 54    | 3,07   |    |   |  |  |
| Exprimés                 | Exprimés         | Exprimés       | 1 706 | 96,93  |    |   |  |  |
| * Liste du maire sortant |                  |                |       |        |    |   |  |  |

### Claix
- Maire sortant : Michel Octru (UMP)
- 29 sièges à pourvoir au conseil municipal (population légale 2011 : 7 565 habitants)
- 2 sièges à pourvoir au conseil communautaire (Grenoble-Alpes Métropole)

| Tête de liste            | Tête de liste   | Liste          | Premier tour | Premier tour | Second tour | Second tour | Sièges | Sièges |
| Tête de liste            | Tête de liste   | Liste          | Voix         | %            | Voix        | %           | CM     | CC     |
| ------------------------ | --------------- | -------------- | ------------ | ------------ | ----------- | ----------- | ------ | ------ |
|                          | Michel Octru *  | DVD            | 1 673        | 40,28        | 2 243       | 52,34       | 22     | 2      |
|                          | Bruno Gerelli   | SE             | 1 251        | 30,12        | 2 042       | 47,65       | 7      |        |
|                          | Michel Cuaresma | DVG            | 1 229        | 29,59        | 2 042       | 47,65       | 7      |        |
|                          |                 |                |              |              |             |             |        |        |
| Inscrits                 | Inscrits        | Inscrits       | 6 474        | 100,00       | 6 474       | 100,00      |        |        |
| Abstentions              | Abstentions     | Abstentions    | 2 224        | 34,35        | 2 018       | 31,17       |        |        |
| Votants                  | Votants         | Votants        | 4 250        | 65,65        | 4 456       | 68,83       |        |        |
| Blancs et nuls           | Blancs et nuls  | Blancs et nuls | 97           | 2,28         | 171         | 3,84        |        |        |
| Exprimés                 | Exprimés        | Exprimés       | 4 153        | 97,72        | 4 285       | 96,16       |        |        |
| * Liste du maire sortant |                 |                |              |              |             |             |        |        |

### Corenc
- Maire sortant : Jean-Damien Mermillod-Blondin (DVD)
- 27 sièges à pourvoir au conseil municipal (population légale 2011 : 3 898 habitants)
- 2 sièges à pourvoir au conseil communautaire (Grenoble-Alpes Métropole)

|                          | Jean-Damien Mermillod-Blondin * | UDI            | 1 241 | 60,18  | 22 | 2 |  |  |
|                          | Claude Francillon               | DVG            | 619   | 30,01  | 4  |   |  |  |
|                          | Marie De Kervereguin            | FN             | 202   | 9,79   | 1  |   |  |  |
|                          |                                 |                |       |        |    |   |  |  |
| Inscrits                 | Inscrits                        | Inscrits       | 3 373 | 100,00 |    |   |  |  |
| Abstentions              | Abstentions                     | Abstentions    | 1 270 | 37,65  |    |   |  |  |
| Votants                  | Votants                         | Votants        | 2 103 | 62,35  |    |   |  |  |
| Blancs et nuls           | Blancs et nuls                  | Blancs et nuls | 41    | 1,95   |    |   |  |  |
| Exprimés                 | Exprimés                        | Exprimés       | 2 062 | 98,05  |    |   |  |  |
| * Liste du maire sortant |                                 |                |       |        |    |   |  |  |

### Coublevie
- Maire sortant : Dominique Parrel (DVG)
- 27 sièges à pourvoir au conseil municipal (population légale 2011 : 4 332 habitants)
- 3 sièges à pourvoir au conseil communautaire (CA du Pays voironnais)

|                          | Dominique Parrel * | DVG            | 1 408 | 100,00 | 27 | 3 |  |  |
|                          |                    |                |       |        |    |   |  |  |
| Inscrits                 | Inscrits           | Inscrits       | 3 646 | 100,00 |    |   |  |  |
| Abstentions              | Abstentions        | Abstentions    | 1 944 | 53,32  |    |   |  |  |
| Votants                  | Votants            | Votants        | 1 702 | 46,68  |    |   |  |  |
| Blancs et nuls           | Blancs et nuls     | Blancs et nuls | 294   | 17,27  |    |   |  |  |
| Exprimés                 | Exprimés           | Exprimés       | 1 408 | 82,73  |    |   |  |  |
| * Liste du maire sortant |                    |                |       |        |    |   |  |  |

### Crémieu
- Maire sortant : Alain Moyne-Bressand (UMP)
- 23 sièges à pourvoir au conseil municipal (population légale 2011 : 3 357 habitants)
- 4 sièges à pourvoir au conseil communautaire (CC Les Balcons du Dauphiné)

|                          | Alain Moyne-Bressand * | DVD            | 749   | 60,54  | 19 | 3 |  |  |
|                          | Paul Chemin            | UDI            | 488   | 39,45  | 4  | 1 |  |  |
|                          |                        |                |       |        |    |   |  |  |
| Inscrits                 | Inscrits               | Inscrits       | 1 989 | 100,00 |    |   |  |  |
| Abstentions              | Abstentions            | Abstentions    | 704   | 35,39  |    |   |  |  |
| Votants                  | Votants                | Votants        | 1 285 | 64,61  |    |   |  |  |
| Blancs et nuls           | Blancs et nuls         | Blancs et nuls | 48    | 3,74   |    |   |  |  |
| Exprimés                 | Exprimés               | Exprimés       | 1 237 | 96,26  |    |   |  |  |
| * Liste du maire sortant |                        |                |       |        |    |   |  |  |

### Crolles
- Maire sortant : François Brottes (PS)
- 29 sièges à pourvoir au conseil municipal (population légale 2011 : 8 344 habitants)
- 6 sièges à pourvoir au conseil communautaire (CC Le Grésivaudan)

|                | Philippe Lorimier   | PS-PCF-EELV    | 2 207 | 63,60  | 24 | 5 |  |  |
|                | Christophe Lemonias | SE             | 1 263 | 36,39  | 5  | 1 |  |  |
|                |                     |                |       |        |    |   |  |  |
| Inscrits       | Inscrits            | Inscrits       | 6 307 | 100,00 |    |   |  |  |
| Abstentions    | Abstentions         | Abstentions    | 2 593 | 41,11  |    |   |  |  |
| Votants        | Votants             | Votants        | 3 714 | 58,89  |    |   |  |  |
| Blancs et nuls | Blancs et nuls      | Blancs et nuls | 244   | 6,57   |    |   |  |  |
| Exprimés       | Exprimés            | Exprimés       | 3 470 | 93,43  |    |   |  |  |

### Domène
- Maire sortant : Michel Savin (UMP)
- 29 sièges à pourvoir au conseil municipal (population légale 2011 : 6 607 habitants)
- 2 sièges à pourvoir au conseil communautaire (Grenoble-Alpes Métropole)

|                          | Michel Savin *         | Pour Domène            | 2 053 | 68,89  | 25 | 2 |  |  |
|                          | Marie-Dominique Nollet | Domène, Vivre Ensemble | 927   | 31,10  | 4  |   |  |  |
|                          |                        |                        |       |        |    |   |  |  |
| Inscrits                 | Inscrits               | Inscrits               | 4 781 | 100,00 |    |   |  |  |
| Abstentions              | Abstentions            | Abstentions            | 1 731 | 36,21  |    |   |  |  |
| Votants                  | Votants                | Votants                | 3 050 | 63,79  |    |   |  |  |
| Blancs et nuls           | Blancs et nuls         | Blancs et nuls         | 70    | 2,30   |    |   |  |  |
| Exprimés                 | Exprimés               | Exprimés               | 2 980 | 97,70  |    |   |  |  |
| * Liste du maire sortant |                        |                        |       |        |    |   |  |  |

### Échirolles
- Maire sortant : Renzo Sulli (PCF)
- 39 sièges à pourvoir au conseil municipal (population légale 2011 : 35 995 habitants)
- 7 sièges à pourvoir au conseil communautaire (Grenoble-Alpes Métropole)

| Tête de liste            | Tête de liste   | Liste            | Premier tour | Premier tour | Second tour | Second tour | Sièges | Sièges |
| Tête de liste            | Tête de liste   | Liste            | Voix         | %            | Voix        | %           | CM     | CC     |
| ------------------------ | --------------- | ---------------- | ------------ | ------------ | ----------- | ----------- | ------ | ------ |
|                          | Renzo Sulli*    | FG-PS-PRG-MRC-GE | 4 207        | 38,62        | 5 182       | 45,19       | 29     | 6      |
|                          | Alexis Jolly    | FN               | 2 274        | 20,87        | 2 639       | 23,01       | 4      | 1      |
|                          | Magalie Vicente | UMP              | 2 112        | 19,39        | 2 018       | 17,59       | 3      |        |
|                          | Laurent Berthet | DVG              | 1 951        | 17,91        | 1 627       | 14,18       | 3      |        |
|                          | Chantal Gomez   | LO               | 347          | 3,18         |             |             |        |        |
|                          |                 |                  |              |              |             |             |        |        |
| Inscrits                 | Inscrits        | Inscrits         | 20 628       | 100,00       | 20 729      | 100,00      |        |        |
| Abstentions              | Abstentions     | Abstentions      | 9 429        | 45,71        | 8 999       | 43,41       |        |        |
| Votants                  | Votants         | Votants          | 11 199       | 54,29        | 11 730      | 56,59       |        |        |
| Blancs et nuls           | Blancs et nuls  | Blancs et nuls   | 308          | 2,75         | 264         | 2,25        |        |        |
| Exprimés                 | Exprimés        | Exprimés         | 10 891       | 97,25        | 11 466      | 97,75       |        |        |
| * Liste du maire sortant |                 |                  |              |              |             |             |        |        |

### Estrablin
- Maire sortant : Roger Porcheron (DVG)
- 23 sièges à pourvoir au conseil municipal (population légale 2011 : 3 255 habitants)
- 2 sièges à pourvoir au conseil communautaire (CA Vienne Condrieu Agglomération)

|                | Sylvain Laignel | PS             | 1 000 | 57,11  | 18 | 2 |  |  |
|                | Christine Bray  | DVD            | 751   | 42,88  | 5  |   |  |  |
|                |                 |                |       |        |    |   |  |  |
| Inscrits       | Inscrits        | Inscrits       | 2 474 | 100,00 |    |   |  |  |
| Abstentions    | Abstentions     | Abstentions    | 620   | 25,06  |    |   |  |  |
| Votants        | Votants         | Votants        | 1 854 | 74,94  |    |   |  |  |
| Blancs et nuls | Blancs et nuls  | Blancs et nuls | 103   | 5,56   |    |   |  |  |
| Exprimés       | Exprimés        | Exprimés       | 1 751 | 94,44  |    |   |  |  |

### Eybens
- Maire sortant : Marc Baïetto (PS)
- 29 sièges à pourvoir au conseil municipal (population légale 2011 : 9 728 habitants)
- 2 sièges à pourvoir au conseil communautaire (Grenoble-Alpes Métropole)

| Tête de liste  | Tête de liste       | Liste          | Premier tour | Premier tour | Second tour | Second tour | Sièges | Sièges |
| Tête de liste  | Tête de liste       | Liste          | Voix         | %            | Voix        | %           | CM     | CC     |
| -------------- | ------------------- | -------------- | ------------ | ------------ | ----------- | ----------- | ------ | ------ |
|                | Francie Megevand    | DVG            | 1 477        | 40,69        | 1 950       | 46,76       | 22     | 2      |
|                | Marc Baïetto*       | PS-PCF         | 1 293        | 35,62        | 1 548       | 37,12       | 5      |        |
|                | Francesco Silvestri | DVD            | 859          | 23,67        | 672         | 16,11       | 2      |        |
|                |                     |                |              |              |             |             |        |        |
| Inscrits       | Inscrits            | Inscrits       | 6 624        | 100,00       | 6 626       | 100,00      |        |        |
| Abstentions    | Abstentions         | Abstentions    | 2 820        | 42,57        | 2 339       | 35,30       |        |        |
| Votants        | Votants             | Votants        | 3 804        | 57,43        | 4 287       | 64,70       |        |        |
| Blancs et nuls | Blancs et nuls      | Blancs et nuls | 175          | 4,60         | 117         | 2,73        |        |        |
| Exprimés       | Exprimés            | Exprimés       | 3 629        | 95,40        | 4 170       | 97,27       |        |        |

### Fontaine
- Maire sortant : Yannick Boulard (PCF)
- 35 sièges à pourvoir au conseil municipal (population légale 2011 : 22 175 habitants)
- 4 sièges à pourvoir au conseil communautaire (Grenoble-Alpes Métropole)

| Tête de liste  | Tête de liste              | Liste          | Premier tour | Premier tour | Second tour | Second tour | Sièges | Sièges |
| Tête de liste  | Tête de liste              | Liste          | Voix         | %            | Voix        | %           | CM     | CC     |
| -------------- | -------------------------- | -------------- | ------------ | ------------ | ----------- | ----------- | ------ | ------ |
|                | Jean-Paul Trovero          | FG             | 1 700        | 22,56        | 2 700       | 33,41       | 24     | 3      |
|                | Alain Grasset              | DVG            | 564          | 7,48         | 2 700       | 33,41       | 24     | 3      |
|                | Laurent Thoviste           | PS             | 1 694        | 22,48        | 2 445       | 30,25       | 5      | 1      |
|                | Caroline Handtschoewercker | EELV           | 451          | 5,98         | 2 445       | 30,25       | 5      | 1      |
|                | Antonin Sabatier           | FN             | 1 412        | 18,73        | 1 387       | 17,16       | 3      |        |
|                | Franck Longo               | UMP-UDI        | 1 410        | 18,71        | 1 548       | 19,15       | 3      |        |
|                | Gregory Manoukian          | SE             | 304          | 4,03         |             |             |        |        |
|                |                            |                |              |              |             |             |        |        |
| Inscrits       | Inscrits                   | Inscrits       | 13 515       | 100,00       | 13 417      | 100,00      |        |        |
| Abstentions    | Abstentions                | Abstentions    | 5 836        | 43,18        | 5 154       | 38,41       |        |        |
| Votants        | Votants                    | Votants        | 7 679        | 56,82        | 8 263       | 61,59       |        |        |
| Blancs et nuls | Blancs et nuls             | Blancs et nuls | 144          | 1,88         | 183         | 2,21        |        |        |
| Exprimés       | Exprimés                   | Exprimés       | 7 535        | 98,12        | 8 080       | 97,79       |        |        |

### Froges
- Maire sortant : Claude Malia (SE)
- 23 sièges à pourvoir au conseil municipal (population légale 2011 : 3 423 habitants)
- 2 sièges à pourvoir au conseil communautaire (CC Le Grésivaudan)

|                          | Claude Malia * | DVG            | 901   | 63,40  | 19 | 2 |  |  |
|                          | François Miras | PS             | 520   | 36,59  | 4  |   |  |  |
|                          |                |                |       |        |    |   |  |  |
| Inscrits                 | Inscrits       | Inscrits       | 2 543 | 100,00 |    |   |  |  |
| Abstentions              | Abstentions    | Abstentions    | 1 026 | 40,35  |    |   |  |  |
| Votants                  | Votants        | Votants        | 1 517 | 59,65  |    |   |  |  |
| Blancs et nuls           | Blancs et nuls | Blancs et nuls | 96    | 6,33   |    |   |  |  |
| Exprimés                 | Exprimés       | Exprimés       | 1 421 | 93,67  |    |   |  |  |
| * Liste du maire sortant |                |                |       |        |    |   |  |  |

### Gières
- Maire sortant : Pierre Verri (PS)
- 29 sièges à pourvoir au conseil municipal (population légale 2011 : 6 201 habitants)
- 2 sièges à pourvoir au conseil communautaire (Grenoble-Alpes Métropole)

|                          | Pierre Verri *  | PS             | 1 231 | 53,35  | 23 | 2 |  |  |
|                          | Stéphane Dubois | DVD            | 1 076 | 46,64  | 6  |   |  |  |
|                          |                 |                |       |        |    |   |  |  |
| Inscrits                 | Inscrits        | Inscrits       | 4 064 | 100,00 |    |   |  |  |
| Abstentions              | Abstentions     | Abstentions    | 1 648 | 40,55  |    |   |  |  |
| Votants                  | Votants         | Votants        | 2 416 | 59,45  |    |   |  |  |
| Blancs et nuls           | Blancs et nuls  | Blancs et nuls | 109   | 4,51   |    |   |  |  |
| Exprimés                 | Exprimés        | Exprimés       | 2 307 | 95,49  |    |   |  |  |
| * Liste du maire sortant |                 |                |       |        |    |   |  |  |

### Grenoble
- Maire sortant : Michel Destot (PS)
- 59 sièges à pourvoir au conseil municipal (population légale 2011 : 157 424 habitants)
- 31 sièges à pourvoir au conseil communautaire (Grenoble-Alpes Métropole)

| Tête de liste  | Tête de liste           | Liste                  | Premier tour | Premier tour | Second tour | Second tour | Sièges | Sièges |
| Tête de liste  | Tête de liste           | Liste                  | Voix         | %            | Voix        | %           | CM     | CC     |
| -------------- | ----------------------- | ---------------------- | ------------ | ------------ | ----------- | ----------- | ------ | ------ |
|                | Éric Piolle             | EELV-PG-Alternatifs-GA | 12 759       | 29,40        | 19 677      | 40,02       | 42     | 22     |
|                | Jérôme Safar            | PS-PCF-PRG-MRC         | 10 982       | 25,31        | 13 496      | 27,45       | 8      | 4      |
|                | Matthieu Chamussy       | UMP-UDI                | 9 052        | 20,86        | 11 795      | 23,99       | 7      | 4      |
|                | Mireille D'ornano       | FN                     | 5 449        | 12,55        | 4 193       | 8,52        | 2      | 1      |
|                | Philippe De Longevialle | MoDem                  | 1 956        | 4,50         |             |             |        |        |
|                | Denis Bonzy             | DVD                    | 1 533        | 3,53         |             |             |        |        |
|                | Lahcen Benmaza          | SE                     | 788          | 1,81         |             |             |        |        |
|                | Catherine Brun          | LO                     | 516          | 1,18         |             |             |        |        |
|                | Maurice Colliat         | POI                    | 350          | 0,80         |             |             |        |        |
|                |                         |                        |              |              |             |             |        |        |
| Inscrits       | Inscrits                | Inscrits               | 84 816       | 100,00       | 84 819      | 100,00      |        |        |
| Abstentions    | Abstentions             | Abstentions            | 40 369       | 47,60        | 34 730      | 40,95       |        |        |
| Votants        | Votants                 | Votants                | 44 447       | 52,40        | 50 089      | 59,05       |        |        |
| Blancs et nuls | Blancs et nuls          | Blancs et nuls         | 1 062        | 2,39         | 928         | 1,85        |        |        |
| Exprimés       | Exprimés                | Exprimés               | 43 385       | 97,61        | 49 161      | 98,15       |        |        |

### Heyrieux
- Maire sortant : Daniel Angonin (DVD)
- 27 sièges à pourvoir au conseil municipal (population légale 2011 : 4 708 habitants)
- 7 sièges à pourvoir au conseil communautaire (CC Collines Isère Nord Communauté)

|                          | Daniel Angonin *     | SE             | 1 376 | 67,95  | 23 | 7 |  |  |
|                          | Jean-Pierre Duchamp  | DVG            | 422   | 20,83  | 3  |   |  |  |
|                          | Jean-Philippe Vargas | SE             | 227   | 11,20  | 1  |   |  |  |
|                          |                      |                |       |        |    |   |  |  |
| Inscrits                 | Inscrits             | Inscrits       | 3 493 | 100,00 |    |   |  |  |
| Abstentions              | Abstentions          | Abstentions    | 1 398 | 40,02  |    |   |  |  |
| Votants                  | Votants              | Votants        | 2 095 | 59,98  |    |   |  |  |
| Blancs et nuls           | Blancs et nuls       | Blancs et nuls | 70    | 3,34   |    |   |  |  |
| Exprimés                 | Exprimés             | Exprimés       | 2 025 | 96,66  |    |   |  |  |
| * Liste du maire sortant |                      |                |       |        |    |   |  |  |

### Jarrie
- Maire sortant : Raphaël Guerrero (SE)
- 27 sièges à pourvoir au conseil municipal (population légale 2011 : 3 845 habitants)
- 2 sièges à pourvoir au conseil communautaire (Grenoble-Alpes Métropole)

|                          | Raphaël Guerrero * | SE             | 1 314 | 100,00 | 27 | 2 |  |  |
|                          |                    |                |       |        |    |   |  |  |
| Inscrits                 | Inscrits           | Inscrits       | 3 067 | 100,00 |    |   |  |  |
| Abstentions              | Abstentions        | Abstentions    | 1 525 | 49,72  |    |   |  |  |
| Votants                  | Votants            | Votants        | 1 542 | 50,28  |    |   |  |  |
| Blancs et nuls           | Blancs et nuls     | Blancs et nuls | 228   | 14,79  |    |   |  |  |
| Exprimés                 | Exprimés           | Exprimés       | 1 314 | 85,21  |    |   |  |  |
| * Liste du maire sortant |                    |                |       |        |    |   |  |  |

### L'Isle-d'Abeau
- Maire sortant : André Colomb-Bouvard (PS)
- 33 sièges à pourvoir au conseil municipal (population légale 2011 : 15 734 habitants)
- 9 sièges à pourvoir au conseil communautaire (CA Porte de l'Isère)

| Tête de liste            | Tête de liste          | Liste          | Premier tour | Premier tour | Second tour | Second tour | Sièges | Sièges |
| Tête de liste            | Tête de liste          | Liste          | Voix         | %            | Voix        | %           | CM     | CC     |
| ------------------------ | ---------------------- | -------------- | ------------ | ------------ | ----------- | ----------- | ------ | ------ |
|                          | Joël Grisollet         | DVG            | 1 190        | 28,91        | 1 395       | 31,29       | 22     | 7      |
|                          | Cyril Marion           | DVG            | 1 173        | 28,50        | 1 308       | 29,34       | 5      | 1      |
|                          | Catherine Simon        | UMP-UDI        | 1 017        | 24,71        | 1 152       | 25,84       | 4      | 1      |
|                          | André Colomb-Bouvard * | PS             | 735          | 17,86        | 602         | 13,50       | 2      |        |
|                          |                        |                |              |              |             |             |        |        |
| Inscrits                 | Inscrits               | Inscrits       | 9 231        | 100,00       | 9 231       | 100,00      |        |        |
| Abstentions              | Abstentions            | Abstentions    | 4 943        | 53,55        | 4 658       | 50,46       |        |        |
| Votants                  | Votants                | Votants        | 4 288        | 46,45        | 4 573       | 49,54       |        |        |
| Blancs et nuls           | Blancs et nuls         | Blancs et nuls | 173          | 4,03         | 116         | 2,54        |        |        |
| Exprimés                 | Exprimés               | Exprimés       | 4 115        | 95,97        | 4 457       | 97,46       |        |        |
| * Liste du maire sortant |                        |                |              |              |             |             |        |        |

### La Côte-Saint-André
- Maire sortant : Jacky Laverdure (DVG)
- 27 sièges à pourvoir au conseil municipal (population légale 2011 : 4 886 habitants)
- 9 sièges à pourvoir au conseil communautaire (CC Bièvre Isère)

|                          | Joël Gullon       | DVD            | 1 085 | 56,62  | 21 | 7 |  |  |
|                          | Jacky Laverdure * | DVG            | 831   | 43,37  | 6  | 2 |  |  |
|                          |                   |                |       |        |    |   |  |  |
| Inscrits                 | Inscrits          | Inscrits       | 3 096 | 100,00 |    |   |  |  |
| Abstentions              | Abstentions       | Abstentions    | 1 076 | 34,75  |    |   |  |  |
| Votants                  | Votants           | Votants        | 2 020 | 65,25  |    |   |  |  |
| Blancs et nuls           | Blancs et nuls    | Blancs et nuls | 104   | 5,15   |    |   |  |  |
| Exprimés                 | Exprimés          | Exprimés       | 1 916 | 94,85  |    |   |  |  |
| * Liste du maire sortant |                   |                |       |        |    |   |  |  |

### La Mure
- Maire sortant : Fabrice Marchiol (UMP)
- 29 sièges à pourvoir au conseil municipal (population légale 2011 : 5 059 habitants)
- 13 sièges à pourvoir au conseil communautaire (CC de la Matheysine)

|                          | Fabrice Marchiol * | UMP            | 1 655 | 100,00 | 29 | 13 |  |  |
|                          |                    |                |       |        |    |    |  |  |
| Inscrits                 | Inscrits           | Inscrits       | 3 352 | 100,00 |    |    |  |  |
| Abstentions              | Abstentions        | Abstentions    | 1 456 | 43,44  |    |    |  |  |
| Votants                  | Votants            | Votants        | 1 896 | 56,56  |    |    |  |  |
| Blancs et nuls           | Blancs et nuls     | Blancs et nuls | 241   | 12,71  |    |    |  |  |
| Exprimés                 | Exprimés           | Exprimés       | 1 655 | 87,29  |    |    |  |  |
| * Liste du maire sortant |                    |                |       |        |    |    |  |  |

### La Tour-du-Pin
- Maire sortant : Alain Richit (PS)
- 29 sièges à pourvoir au conseil municipal (population légale 2011 : 7 931 habitants)
- 11 sièges à pourvoir au conseil communautaire (CC Les Vals du Dauphiné)

|                          | Fabien Rajon   | DVD            | 1 720 | 65,77  | 24 | 9 |  |  |
|                          | Alain Richit * | PS-PCF-EELV    | 895   | 34,22  | 5  | 2 |  |  |
|                          |                |                |       |        |    |   |  |  |
| Inscrits                 | Inscrits       | Inscrits       | 4 749 | 100,00 |    |   |  |  |
| Abstentions              | Abstentions    | Abstentions    | 2 055 | 43,27  |    |   |  |  |
| Votants                  | Votants        | Votants        | 2 694 | 56,73  |    |   |  |  |
| Blancs et nuls           | Blancs et nuls | Blancs et nuls | 79    | 2,93   |    |   |  |  |
| Exprimés                 | Exprimés       | Exprimés       | 2 615 | 97,07  |    |   |  |  |
| * Liste du maire sortant |                |                |       |        |    |   |  |  |

### La Tronche
- Maire sortant : Hervé-Jean Bertrand-Pougnand (UMP)
- 29 sièges à pourvoir au conseil municipal (population légale 2011 : 6 429 habitants)
- 2 sièges à pourvoir au conseil communautaire (Grenoble-Alpes Métropole)

| Tête de liste            | Tête de liste                  | Liste          | Premier tour | Premier tour | Second tour | Second tour | Sièges | Sièges |
| Tête de liste            | Tête de liste                  | Liste          | Voix         | %            | Voix        | %           | CM     | CC     |
| ------------------------ | ------------------------------ | -------------- | ------------ | ------------ | ----------- | ----------- | ------ | ------ |
|                          | Bertrand Spindler              | DVG            | 942          | 37,66        | 1 276       | 50,25       | 22     | 2      |
|                          | Hervé-Jean Bertrand-Pougnand * | UMP-UDI        | 923          | 36,90        | 1 263       | 49,74       | 7      |        |
|                          | Alain Franco                   | DVD            | 636          | 25,42        |             |             |        |        |
|                          |                                |                |              |              |             |             |        |        |
| Inscrits                 | Inscrits                       | Inscrits       | 4 048        | 100,00       | 4 049       | 100,00      |        |        |
| Abstentions              | Abstentions                    | Abstentions    | 1 485        | 36,68        | 1 426       | 35,22       |        |        |
| Votants                  | Votants                        | Votants        | 2 563        | 63,32        | 2 623       | 64,78       |        |        |
| Blancs et nuls           | Blancs et nuls                 | Blancs et nuls | 62           | 2,42         | 84          | 3,20        |        |        |
| Exprimés                 | Exprimés                       | Exprimés       | 2 501        | 97,58        | 2 539       | 96,80       |        |        |
| * Liste du maire sortant |                                |                |              |              |             |             |        |        |

### La Verpillière
- Maire sortant : Patrick Margier (UDI)
- 29 sièges à pourvoir au conseil municipal (population légale 2011 : 6 469 habitants)
- 4 sièges à pourvoir au conseil communautaire (CA Porte de l'Isère)

| Tête de liste            | Tête de liste      | Liste          | Premier tour | Premier tour | Second tour | Second tour | Sièges | Sièges |
| Tête de liste            | Tête de liste      | Liste          | Voix         | %            | Voix        | %           | CM     | CC     |
| ------------------------ | ------------------ | -------------- | ------------ | ------------ | ----------- | ----------- | ------ | ------ |
|                          | Patrick Margier *  | UDI            | 1 088        | 44,13        | 1 268       | 48,39       | 22     | 3      |
|                          | Nicolas Sielanczyk | DVG            | 783          | 31,76        | 943         | 35,99       | 5      | 1      |
|                          | Antoine Rodriguez  | MoDem          | 594          | 24,09        | 409         | 15,61       | 2      |        |
|                          |                    |                |              |              |             |             |        |        |
| Inscrits                 | Inscrits           | Inscrits       | 4 033        | 100,00       | 4 033       | 100,00      |        |        |
| Abstentions              | Abstentions        | Abstentions    | 1 505        | 37,32        | 1 375       | 34,09       |        |        |
| Votants                  | Votants            | Votants        | 2 528        | 62,68        | 2 658       | 65,91       |        |        |
| Blancs et nuls           | Blancs et nuls     | Blancs et nuls | 63           | 2,49         | 38          | 1,43        |        |        |
| Exprimés                 | Exprimés           | Exprimés       | 2 465        | 97,51        | 2 620       | 98,57       |        |        |
| * Liste du maire sortant |                    |                |              |              |             |             |        |        |

### Le Bourg-d'Oisans
- Maire sortant : André Salvetti (SE)
- 23 sièges à pourvoir au conseil municipal (population légale 2011 : 3 278 habitants)
- 4 sièges à pourvoir au conseil communautaire (CC de l'Oisans)

| Tête de liste            | Tête de liste       | Liste          | Premier tour | Premier tour | Second tour | Second tour | Sièges | Sièges |
| Tête de liste            | Tête de liste       | Liste          | Voix         | %            | Voix        | %           | CM     | CC     |
| ------------------------ | ------------------- | -------------- | ------------ | ------------ | ----------- | ----------- | ------ | ------ |
|                          | André Salvetti *    | SE             | 575          | 35,91        | 635         | 37,46       | 16     | 3      |
|                          | Isabelle Turc-Baron | SE             | 457          | 28,54        | 563         | 33,21       | 4      | 1      |
|                          | Marc Carrel         | SE             | 375          | 23,42        | 332         | 19,58       | 2      |        |
|                          | Anaïs Picca         | DVG            | 194          | 12,11        | 165         | 9,73        | 1      |        |
|                          |                     |                |              |              |             |             |        |        |
| Inscrits                 | Inscrits            | Inscrits       | 2 509        | 100,00       | 2 509       | 100,00      |        |        |
| Abstentions              | Abstentions         | Abstentions    | 846          | 33,72        | 784         | 31,25       |        |        |
| Votants                  | Votants             | Votants        | 1 663        | 66,28        | 1 725       | 68,75       |        |        |
| Blancs et nuls           | Blancs et nuls      | Blancs et nuls | 62           | 3,73         | 30          | 1,74        |        |        |
| Exprimés                 | Exprimés            | Exprimés       | 1 601        | 96,27        | 1 695       | 98,26       |        |        |
| * Liste du maire sortant |                     |                |              |              |             |             |        |        |

### Le Péage-de-Roussillon
- Maire sortant : Christine Masson (PS)
- 29 sièges à pourvoir au conseil municipal (population légale 2011 : 6 776 habitants)
- 6 sièges à pourvoir au conseil communautaire (CC Entre Bièvre et Rhône)

| Tête de liste            | Tête de liste      | Liste          | Premier tour | Premier tour | Second tour | Second tour | Sièges | Sièges |
| Tête de liste            | Tête de liste      | Liste          | Voix         | %            | Voix        | %           | CM     | CC     |
| ------------------------ | ------------------ | -------------- | ------------ | ------------ | ----------- | ----------- | ------ | ------ |
|                          | Christine Masson * | DVG            | 562          | 28,01        | 710         | 33,76       | 5      | 1      |
|                          | Stéphane Spitters  | DVD            | 556          | 27,71        | 729         | 34,66       | 20     | 4      |
|                          | Jean-Pierre Gabet  | FG             | 469          | 23,37        | 664         | 31,57       | 4      | 1      |
|                          | Mercedes De Sousa  | PS             | 419          | 20,88        | 664         | 31,57       | 4      | 1      |
|                          |                    |                |              |              |             |             |        |        |
| Inscrits                 | Inscrits           | Inscrits       | 3 959        | 100,00       | 3 959       | 100,00      |        |        |
| Abstentions              | Abstentions        | Abstentions    | 1 852        | 46,78        | 1 796       | 45,36       |        |        |
| Votants                  | Votants            | Votants        | 2 107        | 53,22        | 2 163       | 54,64       |        |        |
| Blancs et nuls           | Blancs et nuls     | Blancs et nuls | 101          | 4,79         | 60          | 2,77        |        |        |
| Exprimés                 | Exprimés           | Exprimés       | 2 006        | 95,21        | 2 103       | 97,23       |        |        |
| * Liste du maire sortant |                    |                |              |              |             |             |        |        |

### Le Pont-de-Beauvoisin
- Maire sortant : François Martinon (PS)
- 23 sièges à pourvoir au conseil municipal (population légale 2011 : 3 476 habitants)
- 9 sièges à pourvoir au conseil communautaire (CC Les Vals du Dauphiné)

| Tête de liste            | Tête de liste        | Liste          | Premier tour | Premier tour | Second tour | Second tour | Sièges | Sièges |
| Tête de liste            | Tête de liste        | Liste          | Voix         | %            | Voix        | %           | CM     | CC     |
| ------------------------ | -------------------- | -------------- | ------------ | ------------ | ----------- | ----------- | ------ | ------ |
|                          | Michel Serrano       | DVD            | 533          | 41,73        | 626         | 46,02       | 17     | 7      |
|                          | François Martinon *  | PS-PCF-EELV    | 378          | 29,60        | 493         | 36,25       | 4      | 2      |
|                          | Christian Maljournal | DVG            | 366          | 28,66        | 241         | 17,72       | 2      |        |
|                          |                      |                |              |              |             |             |        |        |
| Inscrits                 | Inscrits             | Inscrits       | 2 069        | 100,00       | 2 069       | 100,00      |        |        |
| Abstentions              | Abstentions          | Abstentions    | 735          | 35,52        | 679         | 32,82       |        |        |
| Votants                  | Votants              | Votants        | 1 334        | 64,48        | 1 390       | 67,18       |        |        |
| Blancs et nuls           | Blancs et nuls       | Blancs et nuls | 57           | 4,27         | 30          | 2,16        |        |        |
| Exprimés                 | Exprimés             | Exprimés       | 1 277        | 95,73        | 1 360       | 97,84       |        |        |
| * Liste du maire sortant |                      |                |              |              |             |             |        |        |

### Le Pont-de-Claix
- Maire sortant : Christophe Ferrari (PS)
- 33 sièges à pourvoir au conseil municipal (population légale 2011 : 11 152 habitants)
- 3 sièges à pourvoir au conseil communautaire (Grenoble-Alpes Métropole)

|                          | Christophe Ferrari * | PS             | 1 589 | 50,73  | 25 | 2 |  |  |
|                          | Patrick Durand       | FG             | 940   | 30,01  | 5  | 1 |  |  |
|                          | Martine Gle          | DVD            | 603   | 19,25  | 3  |   |  |  |
|                          |                      |                |       |        |    |   |  |  |
| Inscrits                 | Inscrits             | Inscrits       | 6 674 | 100,00 |    |   |  |  |
| Abstentions              | Abstentions          | Abstentions    | 3 372 | 50,52  |    |   |  |  |
| Votants                  | Votants              | Votants        | 3 302 | 49,48  |    |   |  |  |
| Blancs et nuls           | Blancs et nuls       | Blancs et nuls | 170   | 5,15   |    |   |  |  |
| Exprimés                 | Exprimés             | Exprimés       | 3 132 | 94,85  |    |   |  |  |
| * Liste du maire sortant |                      |                |       |        |    |   |  |  |

### Le Versoud
- Maire sortant : Daniel Charbonnel (PS)
- 27 sièges à pourvoir au conseil municipal (population légale 2011 : 4 675 habitants)
- 3 sièges à pourvoir au conseil communautaire (CC Le Grésivaudan)

|                | Patrick Janolin  | DVG            | 1 158 | 58,33  | 22 | 2 |  |  |
|                | Jean-Marc Michel | DVD            | 827   | 41,66  | 5  | 1 |  |  |
|                |                  |                |       |        |    |   |  |  |
| Inscrits       | Inscrits         | Inscrits       | 3 187 | 100,00 |    |   |  |  |
| Abstentions    | Abstentions      | Abstentions    | 1 110 | 34,83  |    |   |  |  |
| Votants        | Votants          | Votants        | 2 077 | 65,17  |    |   |  |  |
| Blancs et nuls | Blancs et nuls   | Blancs et nuls | 92    | 4,43   |    |   |  |  |
| Exprimés       | Exprimés         | Exprimés       | 1 985 | 95,57  |    |   |  |  |

### Les Abrets
- Maire sortant : Jean-Pierre Chabert (UMP)
- 27 sièges à pourvoir au conseil municipal (population légale 2011 : 3 531 habitants)
- 7 sièges à pourvoir au conseil communautaire (CC Bourbre-Tisserands)

|                          | François Boucly       | MoDem          | 644   | 52,40  | 21 | 6 |  |  |
|                          | Jean-Pierre Chabert * | DVD            | 585   | 47,59  | 6  | 1 |  |  |
|                          |                       |                |       |        |    |   |  |  |
| Inscrits                 | Inscrits              | Inscrits       | 2 091 | 100,00 |    |   |  |  |
| Abstentions              | Abstentions           | Abstentions    | 814   | 38,93  |    |   |  |  |
| Votants                  | Votants               | Votants        | 1 277 | 61,07  |    |   |  |  |
| Blancs et nuls           | Blancs et nuls        | Blancs et nuls | 48    | 3,76   |    |   |  |  |
| Exprimés                 | Exprimés              | Exprimés       | 1 229 | 96,24  |    |   |  |  |
| * Liste du maire sortant |                       |                |       |        |    |   |  |  |

### Les Avenières
- Maire sortant : Gilbert Mergoud (DVD)
- 29 sièges à pourvoir au conseil municipal (population légale 2011 : 5 437 habitants)
- 6 sièges à pourvoir au conseil communautaire (CC du Pays des Couleurs)

|                          | Daniel Michoud    | DVG            | 1 234 | 51,78  | 22 | 5 |  |  |
|                          | Gilbert Mergoud * | UDI            | 1 149 | 48,21  | 7  | 1 |  |  |
|                          |                   |                |       |        |    |   |  |  |
| Inscrits                 | Inscrits          | Inscrits       | 4 055 | 100,00 |    |   |  |  |
| Abstentions              | Abstentions       | Abstentions    | 1 584 | 39,06  |    |   |  |  |
| Votants                  | Votants           | Votants        | 2 471 | 60,94  |    |   |  |  |
| Blancs et nuls           | Blancs et nuls    | Blancs et nuls | 88    | 3,56   |    |   |  |  |
| Exprimés                 | Exprimés          | Exprimés       | 2 383 | 96,44  |    |   |  |  |
| * Liste du maire sortant |                   |                |       |        |    |   |  |  |

### Meylan
- Maire sortant : Marie-Christine Tardy (UMP)
- 33 sièges à pourvoir au conseil municipal (population légale 2011 : 17 772 habitants)
- 3 sièges à pourvoir au conseil communautaire (Grenoble-Alpes Métropole)

| Tête de liste            | Tête de liste           | Liste          | Premier tour | Premier tour | Second tour | Second tour | Sièges | Sièges |
| Tête de liste            | Tête de liste           | Liste          | Voix         | %            | Voix        | %           | CM     | CC     |
| ------------------------ | ----------------------- | -------------- | ------------ | ------------ | ----------- | ----------- | ------ | ------ |
|                          | Marie-Christine Tardy * | UMP            | 3 554        | 40,48        | 4 367       | 46,56       | 25     | 2      |
|                          | Philippe Cardin         | PS-EELV-MoDem  | 3 382        | 38,52        | 4 104       | 43,75       | 7      | 1      |
|                          | Michel Bernard          | DVD            | 1 842        | 20,98        | 908         | 9,68        | 1      |        |
|                          |                         |                |              |              |             |             |        |        |
| Inscrits                 | Inscrits                | Inscrits       | 14 296       | 100,00       | 14 297      | 100,00      |        |        |
| Abstentions              | Abstentions             | Abstentions    | 5 221        | 36,52        | 4 716       | 32,99       |        |        |
| Votants                  | Votants                 | Votants        | 9 075        | 63,48        | 9 581       | 67,01       |        |        |
| Blancs et nuls           | Blancs et nuls          | Blancs et nuls | 297          | 3,27         | 202         | 2,11        |        |        |
| Exprimés                 | Exprimés                | Exprimés       | 8 778        | 96,73        | 9 379       | 97,89       |        |        |
| * Liste du maire sortant |                         |                |              |              |             |             |        |        |

### Moirans
- Maire sortant : Gérard Simonet (UMP)
- 29 sièges à pourvoir au conseil municipal (population légale 2011 : 7 743 habitants)
- 6 sièges à pourvoir au conseil communautaire (CA du Pays voironnais)

|                          | Gérard Simonet * | DVD            | 1 833 | 55,79  | 23 | 5 |  |  |
|                          | Pascal Mariotti  | PS-PCF-EELV    | 947   | 28,82  | 4  | 1 |  |  |
|                          | Gilles Zanier    | SE             | 505   | 15,37  | 2  |   |  |  |
|                          |                  |                |       |        |    |   |  |  |
| Inscrits                 | Inscrits         | Inscrits       | 5 815 | 100,00 |    |   |  |  |
| Abstentions              | Abstentions      | Abstentions    | 2 419 | 41,60  |    |   |  |  |
| Votants                  | Votants          | Votants        | 3 396 | 58,40  |    |   |  |  |
| Blancs et nuls           | Blancs et nuls   | Blancs et nuls | 111   | 3,27   |    |   |  |  |
| Exprimés                 | Exprimés         | Exprimés       | 3 285 | 96,73  |    |   |  |  |
| * Liste du maire sortant |                  |                |       |        |    |   |  |  |

### Montalieu-Vercieu
- Maire sortant : Christian Giroud (SE)
- 23 sièges à pourvoir au conseil municipal (population légale 2011 : 3 185 habitants)
- 4 sièges à pourvoir au conseil communautaire (CC Les Balcons du Dauphiné)

|                          | Christian Giroud * | UDI            | 600   | 61,41  | 19 | 3 |  |  |
|                          | Véronique Attavay  | DVG            | 377   | 38,58  | 4  | 1 |  |  |
|                          |                    |                |       |        |    |   |  |  |
| Inscrits                 | Inscrits           | Inscrits       | 1 910 | 100,00 |    |   |  |  |
| Abstentions              | Abstentions        | Abstentions    | 876   | 45,86  |    |   |  |  |
| Votants                  | Votants            | Votants        | 1 034 | 54,14  |    |   |  |  |
| Blancs et nuls           | Blancs et nuls     | Blancs et nuls | 57    | 5,51   |    |   |  |  |
| Exprimés                 | Exprimés           | Exprimés       | 977   | 94,49  |    |   |  |  |
| * Liste du maire sortant |                    |                |       |        |    |   |  |  |

### Montbonnot-Saint-Martin
- Maire sortant : Pierre Béguery (DVD)
- 27 sièges à pourvoir au conseil municipal (population légale 2011 : 4 681 habitants)
- 3 sièges à pourvoir au conseil communautaire (CC Le Grésivaudan)

|                          | Pierre Béguery * | DVD            | 1 462 | 69,85  | 23 | 3 |  |  |
|                          | Patrice Gadelle  | DVG            | 631   | 30,14  | 4  |   |  |  |
|                          |                  |                |       |        |    |   |  |  |
| Inscrits                 | Inscrits         | Inscrits       | 3 741 | 100,00 |    |   |  |  |
| Abstentions              | Abstentions      | Abstentions    | 1 560 | 41,70  |    |   |  |  |
| Votants                  | Votants          | Votants        | 2 181 | 58,30  |    |   |  |  |
| Blancs et nuls           | Blancs et nuls   | Blancs et nuls | 88    | 4,03   |    |   |  |  |
| Exprimés                 | Exprimés         | Exprimés       | 2 093 | 95,97  |    |   |  |  |
| * Liste du maire sortant |                  |                |       |        |    |   |  |  |

### Morestel
- Maire sortant : Christian Rival (UMP)
- 27 sièges à pourvoir au conseil municipal (population légale 2011 : 4 256 habitants)
- 5 sièges à pourvoir au conseil communautaire (CC Les Balcons du Dauphiné)

|                          | Christian Rival * | DVD            | 1 096 | 75,11  | 24 | 5 |  |  |
|                          | Jean-Pierre Malbo | DVG            | 363   | 24,88  | 3  |   |  |  |
|                          |                   |                |       |        |    |   |  |  |
| Inscrits                 | Inscrits          | Inscrits       | 2 537 | 100,00 |    |   |  |  |
| Abstentions              | Abstentions       | Abstentions    | 1 021 | 40,24  |    |   |  |  |
| Votants                  | Votants           | Votants        | 1 516 | 59,76  |    |   |  |  |
| Blancs et nuls           | Blancs et nuls    | Blancs et nuls | 57    | 3,76   |    |   |  |  |
| Exprimés                 | Exprimés          | Exprimés       | 1 459 | 96,24  |    |   |  |  |
| * Liste du maire sortant |                   |                |       |        |    |   |  |  |

### Pont-de-Chéruy
- Maire sortant : Alain Tuduri (DVD)
- 29 sièges à pourvoir au conseil municipal (population légale 2011 : 5 104 habitants)
- 6 sièges à pourvoir au conseil communautaire (CC Lyon Saint-Exupéry en Dauphiné)

|                          | Alain Tuduri *  | DVD            | 1 193 | 73,37  | 26 | 5 |  |  |
|                          | Monique Ravouna | DVG            | 433   | 26,62  | 3  | 1 |  |  |
|                          |                 |                |       |        |    |   |  |  |
| Inscrits                 | Inscrits        | Inscrits       | 3 025 | 100,00 |    |   |  |  |
| Abstentions              | Abstentions     | Abstentions    | 1 345 | 44,46  |    |   |  |  |
| Votants                  | Votants         | Votants        | 1 680 | 55,54  |    |   |  |  |
| Blancs et nuls           | Blancs et nuls  | Blancs et nuls | 54    | 3,21   |    |   |  |  |
| Exprimés                 | Exprimés        | Exprimés       | 1 626 | 96,79  |    |   |  |  |
| * Liste du maire sortant |                 |                |       |        |    |   |  |  |

### Pont-Évêque
- Maire sortant : Martine Faïta (DVD)
- 29 sièges à pourvoir au conseil municipal (population légale 2011 : 5 064 habitants)
- 3 sièges à pourvoir au conseil communautaire (CA Vienne Condrieu Agglomération)

|                          | Martine Faïta * | SE             | 929   | 61,19  | 24 | 2 |  |  |
|                          | René Pasini     | DVG            | 589   | 38,80  | 5  | 1 |  |  |
|                          |                 |                |       |        |    |   |  |  |
| Inscrits                 | Inscrits        | Inscrits       | 3 302 | 100,00 |    |   |  |  |
| Abstentions              | Abstentions     | Abstentions    | 1 679 | 50,85  |    |   |  |  |
| Votants                  | Votants         | Votants        | 1 623 | 49,15  |    |   |  |  |
| Blancs et nuls           | Blancs et nuls  | Blancs et nuls | 105   | 6,47   |    |   |  |  |
| Exprimés                 | Exprimés        | Exprimés       | 1 518 | 93,53  |    |   |  |  |
| * Liste du maire sortant |                 |                |       |        |    |   |  |  |

### Pontcharra
- Maire sortant : Charles Bich (PS)
- 29 sièges à pourvoir au conseil municipal (population légale 2011 : 7 104 habitants)
- 5 sièges à pourvoir au conseil communautaire (CC Le Grésivaudan)

|                          | Christophe Borg | DVD            | 1 644 | 55,65  | 23 | 4 |  |  |
|                          | Charles Bich *  | PS             | 1 310 | 44,34  | 6  | 1 |  |  |
|                          |                 |                |       |        |    |   |  |  |
| Inscrits                 | Inscrits        | Inscrits       | 4 869 | 100,00 |    |   |  |  |
| Abstentions              | Abstentions     | Abstentions    | 1 806 | 37,09  |    |   |  |  |
| Votants                  | Votants         | Votants        | 3 063 | 62,91  |    |   |  |  |
| Blancs et nuls           | Blancs et nuls  | Blancs et nuls | 109   | 3,56   |    |   |  |  |
| Exprimés                 | Exprimés        | Exprimés       | 2 954 | 96,44  |    |   |  |  |
| * Liste du maire sortant |                 |                |       |        |    |   |  |  |

### Renage
- Maire sortant : Amélie Girerd (PS)
- 27 sièges à pourvoir au conseil municipal (population légale 2011 : 3 682 habitants)
- 7 sièges à pourvoir au conseil communautaire (CC de Bièvre Est)

|                          | Amélie Girerd *        | PS-PCF-EELV    | 1 162 | 82,23  | 25 | 7 |  |  |
|                          | Jean-François Blouzard | SE             | 251   | 17,76  | 2  |   |  |  |
|                          |                        |                |       |        |    |   |  |  |
| Inscrits                 | Inscrits               | Inscrits       | 2 321 | 100,00 |    |   |  |  |
| Abstentions              | Abstentions            | Abstentions    | 819   | 35,29  |    |   |  |  |
| Votants                  | Votants                | Votants        | 1 502 | 64,71  |    |   |  |  |
| Blancs et nuls           | Blancs et nuls         | Blancs et nuls | 89    | 5,93   |    |   |  |  |
| Exprimés                 | Exprimés               | Exprimés       | 1 413 | 94,07  |    |   |  |  |
| * Liste du maire sortant |                        |                |       |        |    |   |  |  |

### Rives
- Maire sortant : Alain Dezempte (PS)
- 29 sièges à pourvoir au conseil municipal (population légale 2011 : 6 046 habitants)
- 4 sièges à pourvoir au conseil communautaire (CA du Pays voironnais)

| Tête de liste            | Tête de liste    | Liste          | Premier tour | Premier tour | Second tour | Second tour | Sièges | Sièges |
| Tête de liste            | Tête de liste    | Liste          | Voix         | %            | Voix        | %           | CM     | CC     |
| ------------------------ | ---------------- | -------------- | ------------ | ------------ | ----------- | ----------- | ------ | ------ |
|                          | Alain Dezempte * | DVG            | 1 136        | 49,34        | 1 286       | 55,07       | 23     | 3      |
|                          | Jean-Paul Gout   | UMP            | 694          | 30,14        | 1 049       | 44,92       | 6      | 1      |
|                          | Joël Fouchet     | DVD            | 472          | 20,50        |             |             |        |        |
|                          |                  |                |              |              |             |             |        |        |
| Inscrits                 | Inscrits         | Inscrits       | 3 959        | 100,00       | 3 959       | 100,00      |        |        |
| Abstentions              | Abstentions      | Abstentions    | 1 564        | 39,50        | 1 530       | 38,65       |        |        |
| Votants                  | Votants          | Votants        | 2 395        | 60,50        | 2 429       | 61,35       |        |        |
| Blancs et nuls           | Blancs et nuls   | Blancs et nuls | 93           | 3,88         | 94          | 3,87        |        |        |
| Exprimés                 | Exprimés         | Exprimés       | 2 302        | 96,12        | 2 335       | 96,13       |        |        |
| * Liste du maire sortant |                  |                |              |              |             |             |        |        |

### Roussillon
- Maire sortant : Marcel Berthouard (PCF)
- 29 sièges à pourvoir au conseil municipal (population légale 2011 : 7 983 habitants)
- 7 sièges à pourvoir au conseil communautaire (CC Entre Bièvre et Rhône)

|                | Robert Duranton | DVD            | 1 527 | 52,20  | 22 | 6 |  |  |
|                | Patrick Bediat  | FG-PS-EELV     | 1 398 | 47,79  | 7  | 1 |  |  |
|                |                 |                |       |        |    |   |  |  |
| Inscrits       | Inscrits        | Inscrits       | 5 566 | 100,00 |    |   |  |  |
| Abstentions    | Abstentions     | Abstentions    | 2 495 | 44,83  |    |   |  |  |
| Votants        | Votants         | Votants        | 3 071 | 55,17  |    |   |  |  |
| Blancs et nuls | Blancs et nuls  | Blancs et nuls | 146   | 4,75   |    |   |  |  |
| Exprimés       | Exprimés        | Exprimés       | 2 925 | 95,25  |    |   |  |  |

Note : Roussillon était administrée sans discontinuer par le PCF depuis 1959. Son basculement à droite a été perçu comme un séisme politique.

### Ruy-Montceau
- Maire sortant : Guy Rabuel (UMP)
- 27 sièges à pourvoir au conseil municipal (population légale 2011 : 4 253 habitants)
- 3 sièges à pourvoir au conseil communautaire (CA Porte de l'Isère)

|                          | Guy Rabuel *   | UMP            | 1 217 | 50,41  | 21 | 2 |  |  |
|                          | Pierre Mollier | DVD            | 1 197 | 49,58  | 6  | 1 |  |  |
|                          |                |                |       |        |    |   |  |  |
| Inscrits                 | Inscrits       | Inscrits       | 3 730 | 100,00 |    |   |  |  |
| Abstentions              | Abstentions    | Abstentions    | 1 231 | 33,00  |    |   |  |  |
| Votants                  | Votants        | Votants        | 2 499 | 67,00  |    |   |  |  |
| Blancs et nuls           | Blancs et nuls | Blancs et nuls | 85    | 3,40   |    |   |  |  |
| Exprimés                 | Exprimés       | Exprimés       | 2 414 | 96,60  |    |   |  |  |
| * Liste du maire sortant |                |                |       |        |    |   |  |  |

### Saint-Chef
- Maire sortant : Noël Rolland (SE)
- 27 sièges à pourvoir au conseil municipal (population légale 2011 : 3 518 habitants)
- 8 sièges à pourvoir au conseil communautaire (CC Les Balcons du Dauphiné)

|                          | Noël Rolland * | UMP            | 815   | 54,40  | 21 | 6 |  |  |
|                          | Carlos Guillen | SE             | 683   | 45,59  | 6  | 2 |  |  |
|                          |                |                |       |        |    |   |  |  |
| Inscrits                 | Inscrits       | Inscrits       | 2 502 | 100,00 |    |   |  |  |
| Abstentions              | Abstentions    | Abstentions    | 960   | 38,37  |    |   |  |  |
| Votants                  | Votants        | Votants        | 1 542 | 61,63  |    |   |  |  |
| Blancs et nuls           | Blancs et nuls | Blancs et nuls | 44    | 2,85   |    |   |  |  |
| Exprimés                 | Exprimés       | Exprimés       | 1 498 | 97,15  |    |   |  |  |
| * Liste du maire sortant |                |                |       |        |    |   |  |  |

### Saint-Clair-de-la-Tour
- Maire sortant : André Guillaud
- 23 sièges à pourvoir au conseil municipal (population légale 2011 : 3 393 habitants)
- 4 sièges à pourvoir au conseil communautaire (CC Les Vals du Dauphiné)

| Tête de liste  | Tête de liste           | Liste          | Premier tour | Premier tour | Second tour | Second tour | Sièges | Sièges |
| Tête de liste  | Tête de liste           | Liste          | Voix         | %            | Voix        | %           | CM     | CC     |
| -------------- | ----------------------- | -------------- | ------------ | ------------ | ----------- | ----------- | ------ | ------ |
|                | Jean-Francois Deldicque | DVD            | 463          | 36,14        | 486         | 35,76       | 16     | 3      |
|                | Emmanuel Eglaine        | SE             | 428          | 33,41        | 461         | 33,92       | 4      | 1      |
|                | Luc Bassette            | UDI            | 390          | 30,44        | 412         | 30,31       | 3      |        |
|                |                         |                |              |              |             |             |        |        |
| Inscrits       | Inscrits                | Inscrits       | 2 183        | 100,00       | 2 183       | 100,00      |        |        |
| Abstentions    | Abstentions             | Abstentions    | 848          | 38,85        | 785         | 35,96       |        |        |
| Votants        | Votants                 | Votants        | 1 335        | 61,15        | 1 398       | 64,04       |        |        |
| Blancs et nuls | Blancs et nuls          | Blancs et nuls | 54           | 4,04         | 39          | 2,79        |        |        |
| Exprimés       | Exprimés                | Exprimés       | 1 281        | 95,96        | 1 359       | 97,21       |        |        |

### Saint-Clair-du-Rhône
- Maire sortant : Jean Nemoz (DVD)
- 27 sièges à pourvoir au conseil municipal (population légale 2011 : 3 915 habitants)
- 4 sièges à pourvoir au conseil communautaire (CC Entre Bièvre et Rhône)

|                | Olivier Merlin | SE             | 960   | 55,87  | 21 | 3 |  |  |
|                | Jean Meyrand   | DVG            | 758   | 44,12  | 6  | 1 |  |  |
|                |                |                |       |        |    |   |  |  |
| Inscrits       | Inscrits       | Inscrits       | 3 006 | 100,00 |    |   |  |  |
| Abstentions    | Abstentions    | Abstentions    | 1 223 | 40,69  |    |   |  |  |
| Votants        | Votants        | Votants        | 1 783 | 59,31  |    |   |  |  |
| Blancs et nuls | Blancs et nuls | Blancs et nuls | 65    | 3,65   |    |   |  |  |
| Exprimés       | Exprimés       | Exprimés       | 1 718 | 96,35  |    |   |  |  |

### Saint-Égrève
- Maire sortant : Catherine Kamowski (SE)
- 33 sièges à pourvoir au conseil municipal (population légale 2011 : 16 047 habitants)
- 3 sièges à pourvoir au conseil communautaire (Grenoble-Alpes Métropole)

|                          | Catherine Kamowski * | DVG            | 3 337  | 54,01  | 26 | 3 |  |  |
|                          | Jean-Marcel Puech    | DVG            | 1 312  | 21,23  | 3  |   |  |  |
|                          | Laurent Amadieu      | EELV-PG        | 1 068  | 17,28  | 3  |   |  |  |
|                          | Sylvie Guinand       | PCF            | 461    | 7,46   | 1  |   |  |  |
|                          |                      |                |        |        |    |   |  |  |
| Inscrits                 | Inscrits             | Inscrits       | 11 677 | 100,00 |    |   |  |  |
| Abstentions              | Abstentions          | Abstentions    | 5 211  | 44,63  |    |   |  |  |
| Votants                  | Votants              | Votants        | 6 466  | 55,37  |    |   |  |  |
| Blancs et nuls           | Blancs et nuls       | Blancs et nuls | 288    | 4,45   |    |   |  |  |
| Exprimés                 | Exprimés             | Exprimés       | 6 178  | 95,55  |    |   |  |  |
| * Liste du maire sortant |                      |                |        |        |    |   |  |  |

### Saint-Étienne-de-Saint-Geoirs
- Maire sortant : Yannick Neuder (UMP)
- 23 sièges à pourvoir au conseil municipal (population légale 2011 : 3 034 habitants)
- 5 sièges à pourvoir au conseil communautaire (CC Bièvre Isère)

|                          | Yannick Neuder * | UMP            | 983   | 68,02  | 20 | 5 |  |  |
|                          | Marina Vivier    | SE             | 462   | 31,97  | 3  |   |  |  |
|                          |                  |                |       |        |    |   |  |  |
| Inscrits                 | Inscrits         | Inscrits       | 2 140 | 100,00 |    |   |  |  |
| Abstentions              | Abstentions      | Abstentions    | 606   | 28,32  |    |   |  |  |
| Votants                  | Votants          | Votants        | 1 534 | 71,68  |    |   |  |  |
| Blancs et nuls           | Blancs et nuls   | Blancs et nuls | 89    | 5,80   |    |   |  |  |
| Exprimés                 | Exprimés         | Exprimés       | 1 445 | 94,20  |    |   |  |  |
| * Liste du maire sortant |                  |                |       |        |    |   |  |  |

### Saint-Georges-d'Espéranche
- Maire sortant : Camille Lassalle (SE)
- 23 sièges à pourvoir au conseil municipal (population légale 2011 : 3 214 habitants)
- 5 sièges à pourvoir au conseil communautaire (CC Collines Isère Nord Communauté)

|                          | Camille Lassalle * | DVD            | 1 091 | 63,68  | 19 | 5 |  |  |
|                          | Roland Badin       | DVG            | 415   | 24,22  | 3  |   |  |  |
|                          | Manuel Coullet     | DVG            | 207   | 12,08  | 1  |   |  |  |
|                          |                    |                |       |        |    |   |  |  |
| Inscrits                 | Inscrits           | Inscrits       | 2 486 | 100,00 |    |   |  |  |
| Abstentions              | Abstentions        | Abstentions    | 722   | 29,04  |    |   |  |  |
| Votants                  | Votants            | Votants        | 1 764 | 70,96  |    |   |  |  |
| Blancs et nuls           | Blancs et nuls     | Blancs et nuls | 51    | 2,89   |    |   |  |  |
| Exprimés                 | Exprimés           | Exprimés       | 1 713 | 97,11  |    |   |  |  |
| * Liste du maire sortant |                    |                |       |        |    |   |  |  |

### Saint-Ismier
- Maire sortant : Lucile Ferradou (DVD)
- 29 sièges à pourvoir au conseil municipal (population légale 2011 : 6 476 habitants)
- 4 sièges à pourvoir au conseil communautaire (CC Le Grésivaudan)

| Tête de liste            | Tête de liste         | Liste          | Premier tour | Premier tour | Second tour | Second tour | Sièges | Sièges |
| Tête de liste            | Tête de liste         | Liste          | Voix         | %            | Voix        | %           | CM     | CC     |
| ------------------------ | --------------------- | -------------- | ------------ | ------------ | ----------- | ----------- | ------ | ------ |
|                          | Jean-Christophe Ninet | DVD            | 1 028        | 28,58        | 1 429       | 37,75       | 5      | 1      |
|                          | Henri Baile           | SE             | 929          | 25,83        | 1 513       | 39,97       | 21     | 3      |
|                          | Lucile Ferradou *     | DVD            | 850          | 23,63        | 843         | 22,27       | 3      |        |
|                          | Geneviève Picard      | SE             | 789          | 21,94        |             |             |        |        |
|                          |                       |                |              |              |             |             |        |        |
| Inscrits                 | Inscrits              | Inscrits       | 5 732        | 100,00       | 5 729       | 100,00      |        |        |
| Abstentions              | Abstentions           | Abstentions    | 2 052        | 35,80        | 1 846       | 32,22       |        |        |
| Votants                  | Votants               | Votants        | 3 680        | 64,20        | 3 883       | 67,78       |        |        |
| Blancs et nuls           | Blancs et nuls        | Blancs et nuls | 84           | 2,28         | 98          | 2,52        |        |        |
| Exprimés                 | Exprimés              | Exprimés       | 3 596        | 97,72        | 3 785       | 97,48       |        |        |
| * Liste du maire sortant |                       |                |              |              |             |             |        |        |

### Saint-Jean-de-Bournay
- Maire sortant : Jean-Pascal Vivian (PS)
- 27 sièges à pourvoir au conseil municipal (population légale 2011 : 4 421 habitants)
- 9 sièges à pourvoir au conseil communautaire (CC Bièvre Isère)

|                          | Daniel Cheminel      | DVD            | 1 423 | 62,00  | 22 | 8 |  |  |
|                          | Jean-Pascal Vivian * | PS             | 872   | 37,99  | 5  | 1 |  |  |
|                          |                      |                |       |        |    |   |  |  |
| Inscrits                 | Inscrits             | Inscrits       | 3 138 | 100,00 |    |   |  |  |
| Abstentions              | Abstentions          | Abstentions    | 748   | 23,84  |    |   |  |  |
| Votants                  | Votants              | Votants        | 2 390 | 76,16  |    |   |  |  |
| Blancs et nuls           | Blancs et nuls       | Blancs et nuls | 95    | 3,97   |    |   |  |  |
| Exprimés                 | Exprimés             | Exprimés       | 2 295 | 96,03  |    |   |  |  |
| * Liste du maire sortant |                      |                |       |        |    |   |  |  |

### Saint-Jean-de-Moirans
- Maire sortant : Bernard Gassaud (DVD)
- 23 sièges à pourvoir au conseil municipal (population légale 2011 : 3 152 habitants)
- 2 sièges à pourvoir au conseil communautaire (CA du Pays voironnais)

|                          | Laurence Bethune  | DVG            | 830   | 52,73  | 18 | 2 |  |  |
|                          | Bernard Gassaud * | DVD            | 744   | 47,26  | 5  |   |  |  |
|                          |                   |                |       |        |    |   |  |  |
| Inscrits                 | Inscrits          | Inscrits       | 2 421 | 100,00 |    |   |  |  |
| Abstentions              | Abstentions       | Abstentions    | 773   | 31,93  |    |   |  |  |
| Votants                  | Votants           | Votants        | 1 648 | 68,07  |    |   |  |  |
| Blancs et nuls           | Blancs et nuls    | Blancs et nuls | 74    | 4,49   |    |   |  |  |
| Exprimés                 | Exprimés          | Exprimés       | 1 574 | 95,51  |    |   |  |  |
| * Liste du maire sortant |                   |                |       |        |    |   |  |  |

### Saint-Laurent-du-Pont
- Maire sortant : Jean-Louis Monin (DVG)
- 27 sièges à pourvoir au conseil municipal (population légale 2011 : 4 512 habitants)
- 5 sièges à pourvoir au conseil communautaire (CC Cœur de Chartreuse)

| Tête de liste            | Tête de liste      | Liste          | Premier tour | Premier tour | Second tour | Second tour | Sièges | Sièges |
| Tête de liste            | Tête de liste      | Liste          | Voix         | %            | Voix        | %           | CM     | CC     |
| ------------------------ | ------------------ | -------------- | ------------ | ------------ | ----------- | ----------- | ------ | ------ |
|                          | Jean-Louis Monin * | DVG            | 1 008        | 47,16        | 1 043       | 48,48       | 21     | 4      |
|                          | Christian Allegret | SE             | 523          | 24,47        | 610         | 28,35       | 4      | 1      |
|                          | Christophe Ruelle  | SE             | 353          | 16,51        | 278         | 12,92       | 1      |        |
|                          | Georges Vivier     | DVG            | 253          | 11,83        | 220         | 10,22       | 1      |        |
|                          |                    |                |              |              |             |             |        |        |
| Inscrits                 | Inscrits           | Inscrits       | 3 147        | 100,00       | 3 147       | 100,00      |        |        |
| Abstentions              | Abstentions        | Abstentions    | 961          | 30,54        | 967         | 30,73       |        |        |
| Votants                  | Votants            | Votants        | 2 186        | 69,46        | 2 180       | 69,27       |        |        |
| Blancs et nuls           | Blancs et nuls     | Blancs et nuls | 49           | 2,24         | 29          | 1,33        |        |        |
| Exprimés                 | Exprimés           | Exprimés       | 2 137        | 97,76        | 2 151       | 98,67       |        |        |
| * Liste du maire sortant |                    |                |              |              |             |             |        |        |

### Saint-Marcellin
- Maire sortant : Jean-Michel Revol (DVG)
- 29 sièges à pourvoir au conseil municipal (population légale 2011 : 8 063 habitants)
- 9 sièges à pourvoir au conseil communautaire (CC Saint-Marcellin Vercors Isère Communauté)

|                          | Jean-Michel Revol *    | DVG            | 1 681 | 52,18  | 23 | 8 |  |  |
|                          | Sylvie Mocellin-chapre | SE             | 1 035 | 32,13  | 4  | 1 |  |  |
|                          | Jacques Lascoumes      | DVD            | 505   | 15,67  | 2  |   |  |  |
|                          |                        |                |       |        |    |   |  |  |
| Inscrits                 | Inscrits               | Inscrits       | 5 331 | 100,00 |    |   |  |  |
| Abstentions              | Abstentions            | Abstentions    | 2 008 | 37,67  |    |   |  |  |
| Votants                  | Votants                | Votants        | 3 323 | 62,33  |    |   |  |  |
| Blancs et nuls           | Blancs et nuls         | Blancs et nuls | 102   | 3,07   |    |   |  |  |
| Exprimés                 | Exprimés               | Exprimés       | 3 221 | 96,93  |    |   |  |  |
| * Liste du maire sortant |                        |                |       |        |    |   |  |  |

### Saint-Martin-d'Hères
- Maire sortant : René Proby (PCF)
- 39 sièges à pourvoir au conseil municipal (population légale 2011 : 37 126 habitants)
- 7 sièges à pourvoir au conseil communautaire (Grenoble-Alpes Métropole)

| Tête de liste  | Tête de liste  | Liste                | Premier tour | Premier tour | Second tour | Second tour | Sièges | Sièges |
| Tête de liste  | Tête de liste  | Liste                | Voix         | %            | Voix        | %           | CM     | CC     |
| -------------- | -------------- | -------------------- | ------------ | ------------ | ----------- | ----------- | ------ | ------ |
|                | David Queiros  | PCF-PS-PG-PRG-MRC-GE | 3 195        | 37,43        | 3 866       | 41,82       | 28     | 5      |
|                | Philippe Serre | PS dissident - EÉLV  | 2 676        | 31,35        | 3 402       | 36,80       | 7      | 1      |
|                | Mohamed Gafsi  | UMP                  | 1 637        | 19,17        | 1 975       | 21,36       | 4      | 1      |
|                | Asra Wassfi    | MoDem                | 1 027        | 12,03        | 1 975       | 21,36       | 4      | 1      |
|                |                |                      |              |              |             |             |        |        |
| Inscrits       | Inscrits       | Inscrits             | 18 566       | 100,00       | 18 568      | 100,00      |        |        |
| Abstentions    | Abstentions    | Abstentions          | 9 508        | 51,21        | 8 930       | 48,09       |        |        |
| Votants        | Votants        | Votants              | 9 058        | 48,79        | 9 638       | 51,91       |        |        |
| Blancs et nuls | Blancs et nuls | Blancs et nuls       | 523          | 5,77         | 395         | 4,10        |        |        |
| Exprimés       | Exprimés       | Exprimés             | 8 535        | 94,23        | 9 243       | 95,90       |        |        |

Note : Philippe Serre a été désigné par les militants du PS local pour conduire une liste d'union PS-EELV. Il se verra par la suite retirer l'investiture du PS national, qui apporte son soutien au communiste David Queiros. Le Ministère de l'Intérieur a par conséquent attribué la nuance « Union de la gauche » à la liste conduite par David Queiros, et la nuance « Divers gauche » à la liste conduite par Philippe Serre. Ce dernier a malgré tout continué à utiliser le logo du PS sur son matériel de campagne, ce qui lui a valu un recours pour « utilisation frauduleuse du logo PS » au Tribunal de Grande Instance de la part de David Queiros, qui sera débouté.

### Saint-Martin-d'Uriage
- Maire sortant : Bruno Murienne (DVD)
- 29 sièges à pourvoir au conseil municipal (population légale 2011 : 5 460 habitants)
- 4 sièges à pourvoir au conseil communautaire (CC Le Grésivaudan)

|                          | Gérald Giraud    | SE             | 1 564 | 57,28  | 23 | 3 |  |  |
|                          | Bruno Murienne * | DVD            | 1 166 | 42,71  | 6  | 1 |  |  |
|                          |                  |                |       |        |    |   |  |  |
| Inscrits                 | Inscrits         | Inscrits       | 4 272 | 100,00 |    |   |  |  |
| Abstentions              | Abstentions      | Abstentions    | 1 449 | 33,92  |    |   |  |  |
| Votants                  | Votants          | Votants        | 2 823 | 66,08  |    |   |  |  |
| Blancs et nuls           | Blancs et nuls   | Blancs et nuls | 93    | 3,29   |    |   |  |  |
| Exprimés                 | Exprimés         | Exprimés       | 2 730 | 96,71  |    |   |  |  |
| * Liste du maire sortant |                  |                |       |        |    |   |  |  |

### Saint-Martin-le-Vinoux
- Maire sortant : Yannik Ollivier (PS)
- 29 sièges à pourvoir au conseil municipal (population légale 2011 : 5 408 habitants)
- 2 sièges à pourvoir au conseil communautaire (Grenoble-Alpes Métropole)

|                          | Yannik Ollivier * | PS             | 1 025 | 56,88  | 23 | 2 |  |  |
|                          | Dominique Paliard | DVD            | 641   | 35,57  | 5  |   |  |  |
|                          | Christine Tulipe  | LO             | 136   | 7,54   | 1  |   |  |  |
|                          |                   |                |       |        |    |   |  |  |
| Inscrits                 | Inscrits          | Inscrits       | 3 601 | 100,00 |    |   |  |  |
| Abstentions              | Abstentions       | Abstentions    | 1 719 | 47,74  |    |   |  |  |
| Votants                  | Votants           | Votants        | 1 882 | 52,26  |    |   |  |  |
| Blancs et nuls           | Blancs et nuls    | Blancs et nuls | 80    | 4,25   |    |   |  |  |
| Exprimés                 | Exprimés          | Exprimés       | 1 802 | 95,75  |    |   |  |  |
| * Liste du maire sortant |                   |                |       |        |    |   |  |  |

### Saint-Maurice-l'Exil
- Maire sortant : Francis Charvet (PS)
- 29 sièges à pourvoir au conseil municipal (population légale 2011 : 5 920 habitants)
- 6 sièges à pourvoir au conseil communautaire (CC Entre Bièvre et Rhône)

|                | Philippe Genty | PS-PCF-EELV    | 1 293 | 100,00 | 29 | 6 |  |  |
|                |                |                |       |        |    |   |  |  |
| Inscrits       | Inscrits       | Inscrits       | 3 949 | 100,00 |    |   |  |  |
| Abstentions    | Abstentions    | Abstentions    | 2 259 | 57,20  |    |   |  |  |
| Votants        | Votants        | Votants        | 1 690 | 42,80  |    |   |  |  |
| Blancs et nuls | Blancs et nuls | Blancs et nuls | 397   | 23,49  |    |   |  |  |
| Exprimés       | Exprimés       | Exprimés       | 1 293 | 76,51  |    |   |  |  |

### Saint-Quentin-Fallavier
- Maire sortant : Michel Bacconnier (DVG)
- 29 sièges à pourvoir au conseil municipal (population légale 2011 : 5 869 habitants)
- 4 sièges à pourvoir au conseil communautaire (CA Porte de l'Isère)

| Tête de liste            | Tête de liste       | Liste          | Premier tour | Premier tour | Second tour | Second tour | Sièges | Sièges |
| Tête de liste            | Tête de liste       | Liste          | Voix         | %            | Voix        | %           | CM     | CC     |
| ------------------------ | ------------------- | -------------- | ------------ | ------------ | ----------- | ----------- | ------ | ------ |
|                          | Michel Bacconnier * | DVG            | 895          | 45,22        | 944         | 48,60       | 22     | 3      |
|                          | David Cicala        | DVG            | 559          | 28,24        | 649         | 33,41       | 5      | 1      |
|                          | Christophe Liaud    | SE             | 329          | 16,62        | 349         | 17,97       | 2      |        |
|                          | Franck Ferrante     | UDI            | 196          | 9,90         |             |             |        |        |
|                          |                     |                |              |              |             |             |        |        |
| Inscrits                 | Inscrits            | Inscrits       | 3 507        | 100,00       | 3 506       | 100,00      |        |        |
| Abstentions              | Abstentions         | Abstentions    | 1 461        | 41,66        | 1 511       | 43,10       |        |        |
| Votants                  | Votants             | Votants        | 2 046        | 58,34        | 1 995       | 56,90       |        |        |
| Blancs et nuls           | Blancs et nuls      | Blancs et nuls | 67           | 3,27         | 53          | 2,66        |        |        |
| Exprimés                 | Exprimés            | Exprimés       | 1 979        | 96,73        | 1 942       | 97,34       |        |        |
| * Liste du maire sortant |                     |                |              |              |             |             |        |        |

### Saint-Romain-de-Jalionas
- Maire sortant : Georges Blériot (SE)
- 23 sièges à pourvoir au conseil municipal (population légale 2011 : 3 152 habitants)
- 4 sièges à pourvoir au conseil communautaire (CC Les Balcons du Dauphiné)

|                | Alain Dautriat | DVD            | 796   | 54,59  | 19 | 4 |  |  |
|                | Alban Fauché   | SE             | 335   | 22,97  | 2  |   |  |  |
|                | Gina Tiranno   | SE             | 327   | 22,42  | 2  |   |  |  |
|                |                |                |       |        |    |   |  |  |
| Inscrits       | Inscrits       | Inscrits       | 2 306 | 100,00 |    |   |  |  |
| Abstentions    | Abstentions    | Abstentions    | 811   | 35,17  |    |   |  |  |
| Votants        | Votants        | Votants        | 1 495 | 64,83  |    |   |  |  |
| Blancs et nuls | Blancs et nuls | Blancs et nuls | 37    | 2,47   |    |   |  |  |
| Exprimés       | Exprimés       | Exprimés       | 1 458 | 97,53  |    |   |  |  |

### Saint-Savin
- Maire sortant : Évelyne Michaud (UMP)
- 27 sièges à pourvoir au conseil municipal (population légale 2011 : 3 638 habitants)
- 3 sièges à pourvoir au conseil communautaire (CA Porte de l'Isère)

|                          | Évelyne Michaud * | UDI            | 1 383 | 69,81  | 23 | 3 |  |  |
|                          | Christian Odemard | DVG            | 598   | 30,18  | 4  |   |  |  |
|                          |                   |                |       |        |    |   |  |  |
| Inscrits                 | Inscrits          | Inscrits       | 2 939 | 100,00 |    |   |  |  |
| Abstentions              | Abstentions       | Abstentions    | 893   | 30,38  |    |   |  |  |
| Votants                  | Votants           | Votants        | 2 046 | 69,62  |    |   |  |  |
| Blancs et nuls           | Blancs et nuls    | Blancs et nuls | 65    | 3,18   |    |   |  |  |
| Exprimés                 | Exprimés          | Exprimés       | 1 981 | 96,82  |    |   |  |  |
| * Liste du maire sortant |                   |                |       |        |    |   |  |  |

### Salaise-sur-Sanne
- Maire sortant : Jackie Crouail (PCF)
- 27 sièges à pourvoir au conseil municipal (population légale 2011 : 4 206 habitants)
- 4 sièges à pourvoir au conseil communautaire (CC Entre Bièvre et Rhône)

|                          | Jackie Crouail * | PCF-PS-EELV    | 1 297 | 100,00 | 27 | 4 |  |  |
|                          |                  |                |       |        |    |   |  |  |
| Inscrits                 | Inscrits         | Inscrits       | 3 188 | 100,00 |    |   |  |  |
| Abstentions              | Abstentions      | Abstentions    | 1 603 | 50,28  |    |   |  |  |
| Votants                  | Votants          | Votants        | 1 585 | 49,72  |    |   |  |  |
| Blancs et nuls           | Blancs et nuls   | Blancs et nuls | 288   | 18,17  |    |   |  |  |
| Exprimés                 | Exprimés         | Exprimés       | 1 297 | 81,83  |    |   |  |  |
| * Liste du maire sortant |                  |                |       |        |    |   |  |  |

### Sassenage
- Maire sortant : Christian Coigné (UDI)
- 33 sièges à pourvoir au conseil municipal (population légale 2011 : 11 190 habitants)
- 3 sièges à pourvoir au conseil communautaire (Grenoble-Alpes Métropole)

|                          | Christian Coigné * | UDI            | 3 193 | 60,40  | 27 | 2 |  |  |
|                          | Yannick Belle      | PS-PCF-EELV    | 2 093 | 39,59  | 6  | 1 |  |  |
|                          |                    |                |       |        |    |   |  |  |
| Inscrits                 | Inscrits           | Inscrits       | 8 032 | 100,00 |    |   |  |  |
| Abstentions              | Abstentions        | Abstentions    | 2 587 | 32,21  |    |   |  |  |
| Votants                  | Votants            | Votants        | 5 445 | 67,79  |    |   |  |  |
| Blancs et nuls           | Blancs et nuls     | Blancs et nuls | 159   | 2,92   |    |   |  |  |
| Exprimés                 | Exprimés           | Exprimés       | 5 286 | 97,08  |    |   |  |  |
| * Liste du maire sortant |                    |                |       |        |    |   |  |  |

### Seyssinet-Pariset
- Maire sortant : Marcel Repellin (DVD)
- 33 sièges à pourvoir au conseil municipal (population légale 2011 : 12 227 habitants)
- 3 sièges à pourvoir au conseil communautaire (Grenoble-Alpes Métropole)

|                          | Marcel Repellin * | DVD            | 2 780 | 53,63  | 26 | 2 |  |  |
|                          | Guillaume Lissy   | PS             | 2 403 | 46,36  | 7  | 1 |  |  |
|                          |                   |                |       |        |    |   |  |  |
| Inscrits                 | Inscrits          | Inscrits       | 8 411 | 100,00 |    |   |  |  |
| Abstentions              | Abstentions       | Abstentions    | 3 126 | 37,17  |    |   |  |  |
| Votants                  | Votants           | Votants        | 5 285 | 62,83  |    |   |  |  |
| Blancs et nuls           | Blancs et nuls    | Blancs et nuls | 102   | 1,93   |    |   |  |  |
| Exprimés                 | Exprimés          | Exprimés       | 5 183 | 98,07  |    |   |  |  |
| * Liste du maire sortant |                   |                |       |        |    |   |  |  |

### Seyssins
- Maire sortant : Fabrice Hugelé (PS)
- 29 sièges à pourvoir au conseil municipal (population légale 2011 : 6 887 habitants)
- 2 sièges à pourvoir au conseil communautaire (Grenoble-Alpes Métropole)

|                          | Fabrice Hugelé *      | DVG            | 2 053 | 61,93  | 24 | 2 |  |  |
|                          | Gérard Istace         | UMP            | 699   | 21,08  | 3  |   |  |  |
|                          | Anne-Marie Malandrino | DVD            | 563   | 16,98  | 2  |   |  |  |
|                          |                       |                |       |        |    |   |  |  |
| Inscrits                 | Inscrits              | Inscrits       | 5 315 | 100,00 |    |   |  |  |
| Abstentions              | Abstentions           | Abstentions    | 1 841 | 34,64  |    |   |  |  |
| Votants                  | Votants               | Votants        | 3 474 | 65,36  |    |   |  |  |
| Blancs et nuls           | Blancs et nuls        | Blancs et nuls | 159   | 4,58   |    |   |  |  |
| Exprimés                 | Exprimés              | Exprimés       | 3 315 | 95,42  |    |   |  |  |
| * Liste du maire sortant |                       |                |       |        |    |   |  |  |

### Tignieu-Jameyzieu
- Maire sortant : André Paviet-Salomon (PS)
- 29 sièges à pourvoir au conseil municipal (population légale 2011 : 6 282 habitants)
- 6 sièges à pourvoir au conseil communautaire (CC Les Balcons du Dauphiné)

| Tête de liste            | Tête de liste          | Liste          | Premier tour | Premier tour | Second tour | Second tour | Sièges | Sièges |
| Tête de liste            | Tête de liste          | Liste          | Voix         | %            | Voix        | %           | CM     | CC     |
| ------------------------ | ---------------------- | -------------- | ------------ | ------------ | ----------- | ----------- | ------ | ------ |
|                          | André Paviet-Salomon * | DVG            | 1 238        | 48,93        | 1 417       | 53,63       | 23     | 5      |
|                          | Jean-Yves Mazabrard    | UMP            | 896          | 35,41        | 1 225       | 46,36       | 6      | 1      |
|                          | Christian Barat        | DVD            | 396          | 15,65        |             |             |        |        |
|                          |                        |                |              |              |             |             |        |        |
| Inscrits                 | Inscrits               | Inscrits       | 4 265        | 100,00       | 4 265       | 100,00      |        |        |
| Abstentions              | Abstentions            | Abstentions    | 1 653        | 38,76        | 1 557       | 36,51       |        |        |
| Votants                  | Votants                | Votants        | 2 612        | 61,24        | 2 708       | 63,49       |        |        |
| Blancs et nuls           | Blancs et nuls         | Blancs et nuls | 82           | 3,14         | 66          | 2,44        |        |        |
| Exprimés                 | Exprimés               | Exprimés       | 2 530        | 96,86        | 2 642       | 97,56       |        |        |
| * Liste du maire sortant |                        |                |              |              |             |             |        |        |

### Tullins
- Maire sortant : Maurice Marron (PS)
- 29 sièges à pourvoir au conseil municipal (population légale 2011 : 7 673 habitants)
- 5 sièges à pourvoir au conseil communautaire (CA du Pays voironnais)

| Tête de liste  | Tête de liste      | Liste          | Premier tour | Premier tour | Second tour | Second tour | Sièges | Sièges |
| Tête de liste  | Tête de liste      | Liste          | Voix         | %            | Voix        | %           | CM     | CC     |
| -------------- | ------------------ | -------------- | ------------ | ------------ | ----------- | ----------- | ------ | ------ |
|                | Jean-Yves Dherbeys | PS             | 1 216        | 39,55        | 1 424       | 43,03       | 21     | 4      |
|                | Cédric Augier      | DVD            | 1 101        | 35,81        | 1 388       | 41,94       | 6      | 1      |
|                | Alain Di Nola      | DVG            | 417          | 13,56        | 260         | 7,85        | 1      |        |
|                | Thomas Lacroix     | DVG            | 340          | 11,06        | 237         | 7,16        | 1      |        |
|                |                    |                |              |              |             |             |        |        |
| Inscrits       | Inscrits           | Inscrits       | 5 490        | 100,00       | 5 458       | 100,00      |        |        |
| Abstentions    | Abstentions        | Abstentions    | 2 297        | 41,84        | 2 073       | 37,98       |        |        |
| Votants        | Votants            | Votants        | 3 193        | 58,16        | 3 385       | 62,02       |        |        |
| Blancs et nuls | Blancs et nuls     | Blancs et nuls | 119          | 3,73         | 76          | 2,25        |        |        |
| Exprimés       | Exprimés           | Exprimés       | 3 074        | 96,27        | 3 309       | 97,75       |        |        |

### Varces-Allières-et-Risset
- Maire sortant : Jean-Jacques Bellet (UMP)
- 29 sièges à pourvoir au conseil municipal (population légale 2011 : 6 403 habitants)
- 2 sièges à pourvoir au conseil communautaire (Grenoble-Alpes Métropole)

|                          | Jean-Luc Corbet       | DVG            | 1 504 | 50,41  | 22 | 2 |  |  |
|                          | Jean-Jacques Bellet * | DVD            | 1 479 | 49,58  | 7  |   |  |  |
|                          |                       |                |       |        |    |   |  |  |
| Inscrits                 | Inscrits              | Inscrits       | 4 725 | 100,00 |    |   |  |  |
| Abstentions              | Abstentions           | Abstentions    | 1 633 | 34,56  |    |   |  |  |
| Votants                  | Votants               | Votants        | 3 092 | 65,44  |    |   |  |  |
| Blancs et nuls           | Blancs et nuls        | Blancs et nuls | 109   | 3,53   |    |   |  |  |
| Exprimés                 | Exprimés              | Exprimés       | 2 983 | 96,47  |    |   |  |  |
| * Liste du maire sortant |                       |                |       |        |    |   |  |  |

### Vaulnaveys-le-Haut
- Maire sortant : Jérôme Richard (SE)
- 27 sièges à pourvoir au conseil municipal (population légale 2011 : 3 597 habitants)
- 2 sièges à pourvoir au conseil communautaire (Grenoble-Alpes Métropole)

|                | Jean-Yves Porta | UDI            | 884   | 50,42  | 21 | 2 |  |  |
|                | Marc Odru       | DVG            | 869   | 49,57  | 6  |   |  |  |
|                |                 |                |       |        |    |   |  |  |
| Inscrits       | Inscrits        | Inscrits       | 2 848 | 100,00 |    |   |  |  |
| Abstentions    | Abstentions     | Abstentions    | 1 036 | 36,38  |    |   |  |  |
| Votants        | Votants         | Votants        | 1 812 | 63,62  |    |   |  |  |
| Blancs et nuls | Blancs et nuls  | Blancs et nuls | 59    | 3,26   |    |   |  |  |
| Exprimés       | Exprimés        | Exprimés       | 1 753 | 96,74  |    |   |  |  |

### Vienne
- Maire sortant : Jacques Remiller (UMP)
- 35 sièges à pourvoir au conseil municipal (population légale 2011 : 28 800 habitants)
- 19 sièges à pourvoir au conseil communautaire (CA Vienne Condrieu Agglomération)

|                | Thierry Kovacs  | UMP            | 6 034  | 51,93  | 27 | 15 |  |  |
|                | Jacques Thoizet | PS-PCF-EELV    | 4 178  | 35,95  | 6  | 3  |  |  |
|                | Norman Mechin   | FN             | 1 407  | 12,10  | 2  | 1  |  |  |
|                |                 |                |        |        |    |    |  |  |
| Inscrits       | Inscrits        | Inscrits       | 18 848 | 100,00 |    |    |  |  |
| Abstentions    | Abstentions     | Abstentions    | 6 815  | 36,16  |    |    |  |  |
| Votants        | Votants         | Votants        | 12 033 | 63,84  |    |    |  |  |
| Blancs et nuls | Blancs et nuls  | Blancs et nuls | 414    | 3,44   |    |    |  |  |
| Exprimés       | Exprimés        | Exprimés       | 11 619 | 96,56  |    |    |  |  |

### Vif
- Maire sortant : Jean Mourey (DVD)
- 29 sièges à pourvoir au conseil municipal (population légale 2011 : 8 014 habitants)
- 2 sièges à pourvoir au conseil communautaire (Grenoble-Alpes Métropole)

| Tête de liste            | Tête de liste     | Liste          | Premier tour | Premier tour | Second tour | Second tour | Sièges | Sièges |
| Tête de liste            | Tête de liste     | Liste          | Voix         | %            | Voix        | %           | CM     | CC     |
| ------------------------ | ----------------- | -------------- | ------------ | ------------ | ----------- | ----------- | ------ | ------ |
|                          | Guy Genet         | DVD            | 1 215        | 31,25        | 2 009       | 50,54       | 22     | 2      |
|                          | Brigitte Perillie | PS             | 951          | 24,45        | 1 065       | 26,79       | 4      |        |
|                          | Marie-Anne Parrot | SE             | 911          | 23,43        | 896         | 22,54       | 3      |        |
|                          | Jean Mourey *     | SE             | 811          | 20,85        | 5           | 0,12        |        |        |
|                          |                   |                |              |              |             |             |        |        |
| Inscrits                 | Inscrits          | Inscrits       | 6 243        | 100,00       | 6 243       | 100,00      |        |        |
| Abstentions              | Abstentions       | Abstentions    | 2 266        | 36,30        | 2 194       | 35,14       |        |        |
| Votants                  | Votants           | Votants        | 3 977        | 63,70        | 4 049       | 64,86       |        |        |
| Blancs et nuls           | Blancs et nuls    | Blancs et nuls | 89           | 2,24         | 74          | 1,83        |        |        |
| Exprimés                 | Exprimés          | Exprimés       | 3 888        | 97,76        | 3 975       | 98,17       |        |        |
| * Liste du maire sortant |                   |                |              |              |             |             |        |        |

### Villard-Bonnot
- Maire sortant : Daniel Chavand (DVD)
- 29 sièges à pourvoir au conseil municipal (population légale 2011 : 7 319 habitants)
- 5 sièges à pourvoir au conseil communautaire (CC Le Grésivaudan)

|                          | Daniel Chavand *        | DVD            | 1 996 | 66,55  | 24 | 4 |  |  |
|                          | Jean-Claude Torrecillas | DVG            | 1 003 | 33,44  | 5  | 1 |  |  |
|                          |                         |                |       |        |    |   |  |  |
| Inscrits                 | Inscrits                | Inscrits       | 5 493 | 100,00 |    |   |  |  |
| Abstentions              | Abstentions             | Abstentions    | 2 375 | 43,24  |    |   |  |  |
| Votants                  | Votants                 | Votants        | 3 118 | 56,76  |    |   |  |  |
| Blancs et nuls           | Blancs et nuls          | Blancs et nuls | 119   | 3,82   |    |   |  |  |
| Exprimés                 | Exprimés                | Exprimés       | 2 999 | 96,18  |    |   |  |  |
| * Liste du maire sortant |                         |                |       |        |    |   |  |  |

### Villard-de-Lans
- Maire sortant : Chantal Carlioz (DVD)
- 27 sièges à pourvoir au conseil municipal (population légale 2011 : 4 038 habitants)
- 8 sièges à pourvoir au conseil communautaire (CC du Massif du Vercors)

|                          | Chantal Carlioz *   | UDI            | 1 533 | 56,73  | 21 | 6 |  |  |
|                          | Véronique Beaudoing | SE             | 1 169 | 43,26  | 6  | 2 |  |  |
|                          |                     |                |       |        |    |   |  |  |
| Inscrits                 | Inscrits            | Inscrits       | 3 762 | 100,00 |    |   |  |  |
| Abstentions              | Abstentions         | Abstentions    | 1 010 | 26,85  |    |   |  |  |
| Votants                  | Votants             | Votants        | 2 752 | 73,15  |    |   |  |  |
| Blancs et nuls           | Blancs et nuls      | Blancs et nuls | 50    | 1,82   |    |   |  |  |
| Exprimés                 | Exprimés            | Exprimés       | 2 702 | 98,18  |    |   |  |  |
| * Liste du maire sortant |                     |                |       |        |    |   |  |  |

### Villefontaine
- Maire sortant : Raymond Feyssaguet (DVD)
- 33 sièges à pourvoir au conseil municipal (population légale 2011 : 18 082 habitants)
- 10 sièges à pourvoir au conseil communautaire (CA Porte de l'Isère)

| Tête de liste            | Tête de liste        | Liste          | Premier tour | Premier tour | Second tour | Second tour | Sièges | Sièges |
| Tête de liste            | Tête de liste        | Liste          | Voix         | %            | Voix        | %           | CM     | CC     |
| ------------------------ | -------------------- | -------------- | ------------ | ------------ | ----------- | ----------- | ------ | ------ |
|                          | Raymond Feyssaguet * | DVD            | 2 033        | 40,39        | 2 323       | 47,18       | 25     | 8      |
|                          | Frédéric Hugon       | PS-PCF-EELV    | 1 344        | 26,70        | 1 869       | 37,96       | 6      | 2      |
|                          | Annie Vernice        | SE             | 690          | 13,70        | 731         | 14,84       | 2      |        |
|                          | Pierre Porte         | UMP            | 468          | 9,29         |             |             |        |        |
|                          | Abdoulaye M'baye     | SE             | 268          | 5,32         |             |             |        |        |
|                          | Clément Bordes       | LO             | 230          | 4,56         |             |             |        |        |
|                          |                      |                |              |              |             |             |        |        |
| Inscrits                 | Inscrits             | Inscrits       | 10 717       | 100,00       | 10 717      | 100,00      |        |        |
| Abstentions              | Abstentions          | Abstentions    | 5 523        | 51,53        | 5 606       | 52,31       |        |        |
| Votants                  | Votants              | Votants        | 5 194        | 48,47        | 5 111       | 47,69       |        |        |
| Blancs et nuls           | Blancs et nuls       | Blancs et nuls | 161          | 3,10         | 188         | 3,68        |        |        |
| Exprimés                 | Exprimés             | Exprimés       | 5 033        | 96,90        | 4 923       | 96,32       |        |        |
| * Liste du maire sortant |                      |                |              |              |             |             |        |        |

### Villette-d'Anthon
- Maire sortant : Daniel Beretta (UMP)
- 27 sièges à pourvoir au conseil municipal (population légale 2011 : 4 404 habitants)
- 5 sièges à pourvoir au conseil communautaire (CC Lyon Saint-Exupéry en Dauphiné)

|                          | Daniel Beretta * | DVD            | 1 457 | 100,00 | 27 | 5 |  |  |
|                          |                  |                |       |        |    |   |  |  |
| Inscrits                 | Inscrits         | Inscrits       | 3 424 | 100,00 |    |   |  |  |
| Abstentions              | Abstentions      | Abstentions    | 1 779 | 51,96  |    |   |  |  |
| Votants                  | Votants          | Votants        | 1 645 | 48,04  |    |   |  |  |
| Blancs et nuls           | Blancs et nuls   | Blancs et nuls | 188   | 11,43  |    |   |  |  |
| Exprimés                 | Exprimés         | Exprimés       | 1 457 | 88,57  |    |   |  |  |
| * Liste du maire sortant |                  |                |       |        |    |   |  |  |

### Vinay
- Maire sortant : Laura Bonnefoy (DVD)
- 27 sièges à pourvoir au conseil municipal (population légale 2011 : 4 050 habitants)
- 9 sièges à pourvoir au conseil communautaire (CC Saint-Marcellin Vercors Isère Communauté)

|                          | Laura Bonnefoy * | DVD            | 1 011 | 56,63  | 21 | 7 |  |  |
|                          | Jean-Claude Coux | DVG            | 774   | 43,36  | 6  | 2 |  |  |
|                          |                  |                |       |        |    |   |  |  |
| Inscrits                 | Inscrits         | Inscrits       | 2 811 | 100,00 |    |   |  |  |
| Abstentions              | Abstentions      | Abstentions    | 935   | 33,26  |    |   |  |  |
| Votants                  | Votants          | Votants        | 1 876 | 66,74  |    |   |  |  |
| Blancs et nuls           | Blancs et nuls   | Blancs et nuls | 91    | 4,85   |    |   |  |  |
| Exprimés                 | Exprimés         | Exprimés       | 1 785 | 95,15  |    |   |  |  |
| * Liste du maire sortant |                  |                |       |        |    |   |  |  |

### Vizille
- Maire sortant : Lionel Coiffard (EELV)
- 29 sièges à pourvoir au conseil municipal (population légale 2011 : 7 725 habitants)
- 2 sièges à pourvoir au conseil communautaire (Grenoble-Alpes Métropole)

| Tête de liste            | Tête de liste       | Liste          | Premier tour | Premier tour | Second tour | Second tour | Sièges | Sièges |
| Tête de liste            | Tête de liste       | Liste          | Voix         | %            | Voix        | %           | CM     | CC     |
| ------------------------ | ------------------- | -------------- | ------------ | ------------ | ----------- | ----------- | ------ | ------ |
|                          | Jean-Claude Bizec   | MoDem          | 1 167        | 45,14        | 1 552       | 55,52       | 23     | 2      |
|                          | Lionel Coiffard *   | EELV           | 809          | 31,29        | 1 243       | 44,47       | 6      |        |
|                          | Patrice Dal Molin   | PS             | 356          | 13,77        |             |             |        |        |
|                          | Liliane Tarbouriech | DVG            | 253          | 9,78         |             |             |        |        |
|                          |                     |                |              |              |             |             |        |        |
| Inscrits                 | Inscrits            | Inscrits       | 4 930        | 100,00       | 4 930       | 100,00      |        |        |
| Abstentions              | Abstentions         | Abstentions    | 2 198        | 44,58        | 1 958       | 39,72       |        |        |
| Votants                  | Votants             | Votants        | 2 732        | 55,42        | 2 972       | 60,28       |        |        |
| Blancs et nuls           | Blancs et nuls      | Blancs et nuls | 147          | 5,38         | 177         | 5,96        |        |        |
| Exprimés                 | Exprimés            | Exprimés       | 2 585        | 94,62        | 2 795       | 94,04       |        |        |
| * Liste du maire sortant |                     |                |              |              |             |             |        |        |

### Voiron
- Maire sortant : Roland Revil (PS)
- 33 sièges à pourvoir au conseil municipal (population légale 2011 : 19 579 habitants)
- 14 sièges à pourvoir au conseil communautaire (CA du Pays voironnais)

| Tête de liste            | Tête de liste    | Liste          | Premier tour | Premier tour | Second tour | Second tour | Sièges | Sièges |
| Tête de liste            | Tête de liste    | Liste          | Voix         | %            | Voix        | %           | CM     | CC     |
| ------------------------ | ---------------- | -------------- | ------------ | ------------ | ----------- | ----------- | ------ | ------ |
|                          | Julien Polat     | UMP            | 2 862        | 34,55        | 4 340       | 48,90       | 25     | 11     |
|                          | Roland Revil *   | PS             | 2 373        | 28,65        | 3 850       | 43,38       | 7      | 3      |
|                          | Roseline Canovas | DVD            | 1 323        | 15,97        |             |             |        |        |
|                          | Valère Santana   | FN             | 876          | 10,57        | 685         | 7,71        | 1      |        |
|                          | Olivier Finet    | EELV           | 561          | 6,77         |             |             |        |        |
|                          | Claudio Vitari   | EXG            | 287          | 3,46         |             |             |        |        |
|                          |                  |                |              |              |             |             |        |        |
| Inscrits                 | Inscrits         | Inscrits       | 14 426       | 100,00       | 14 427      | 100,00      |        |        |
| Abstentions              | Abstentions      | Abstentions    | 5 585        | 38,71        | 5 216       | 36,15       |        |        |
| Votants                  | Votants          | Votants        | 8 841        | 61,29        | 9 211       | 63,85       |        |        |
| Blancs et nuls           | Blancs et nuls   | Blancs et nuls | 559          | 6,32         | 336         | 3,65        |        |        |
| Exprimés                 | Exprimés         | Exprimés       | 8 282        | 93,68        | 8 875       | 96,35       |        |        |
| * Liste du maire sortant |                  |                |              |              |             |             |        |        |

### Voreppe
- Maire sortant : Jean Duchamp (PS)
- 29 sièges à pourvoir au conseil municipal (population légale 2011 : 9 742 habitants)
- 7 sièges à pourvoir au conseil communautaire (CA du Pays voironnais)

|                          | Luc Remond     | UMP            | 2 366 | 53,68  | 23 | 6 |  |  |
|                          | Jean Duchamp * | PS             | 2 041 | 46,31  | 6  | 1 |  |  |
|                          |                |                |       |        |    |   |  |  |
| Inscrits                 | Inscrits       | Inscrits       | 6 841 | 100,00 |    |   |  |  |
| Abstentions              | Abstentions    | Abstentions    | 2 234 | 32,66  |    |   |  |  |
| Votants                  | Votants        | Votants        | 4 607 | 67,34  |    |   |  |  |
| Blancs et nuls           | Blancs et nuls | Blancs et nuls | 200   | 4,34   |    |   |  |  |
| Exprimés                 | Exprimés       | Exprimés       | 4 407 | 95,66  |    |   |  |  |
| * Liste du maire sortant |                |                |       |        |    |   |  |  |